# Llista d'asteroides (314001-315000)
Llista d'asteroides del 314.001 al 315.000, amb data de descoberta i descobridor. És un fragment de la llista d'asteroides completa. Als asteroides se'ls dona un número quan es confirma la seva òrbita, per tant apareixen llistats aproximadament segons la data de descobriment.

## 314001-314100
| Nom             | Designació provisional | Data de descobriment   | Lloc de descobriment | Descobridor/s               |
| --------------- | ---------------------- | ---------------------- | -------------------- | --------------------------- |
| 314001          | 2004 TU346             | 15 d'octubre de 2004   | Anderson Mesa        | LONEOS                      |
| 314002          | 2004 TA348             | 4 d'octubre de 2004    | Kitt Peak            | Spacewatch                  |
| 314003          | 2004 TO359             | 9 d'octubre de 2004    | Anderson Mesa        | LONEOS                      |
| 314004          | 2004 TG366             | 9 d'octubre de 2004    | Socorro              | LINEAR                      |
| 314005          | 2004 UK                | 18 d'octubre de 2004   | Socorro              | LINEAR                      |
| 314006          | 2004 UX3               | 16 d'octubre de 2004   | Socorro              | LINEAR                      |
| 314007          | 2004 UO5               | 19 d'octubre de 2004   | Socorro              | LINEAR                      |
| 314008          | 2004 UW7               | 21 d'octubre de 2004   | Socorro              | LINEAR                      |
| 314009          | 2004 VR22              | 4 de novembre de 2004  | Catalina             | CSS                         |
| 314010          | 2004 VO23              | 5 de novembre de 2004  | Palomar              | NEAT                        |
| 314011          | 2004 VV28              | 4 de novembre de 2004  | Catalina             | CSS                         |
| 314012          | 2004 VS63              | 10 de novembre de 2004 | Kitt Peak            | Spacewatch                  |
| 314013          | 2004 VA81              | 4 de novembre de 2004  | Kitt Peak            | Spacewatch                  |
| 314014          | 2004 VV99              | 9 de novembre de 2004  | Mauna Kea            | C. Veillet                  |
| 314015          | 2004 VK112             | 2 de novembre de 2004  | Anderson Mesa        | LONEOS                      |
| 314016          | 2004 VC130             | 4 de novembre de 2004  | Kitt Peak            | Spacewatch                  |
| 314017          | 2004 WO3               | 17 de novembre de 2004 | Campo Imperatore     | CINEOS                      |
| 314018          | 2004 WK5               | 19 de novembre de 2004 | Socorro              | LINEAR                      |
| 314019          | 2004 WP11              | 17 de novembre de 2004 | Campo Imperatore     | CINEOS                      |
| 314020          | 2004 XF9               | 2 de desembre de 2004  | Catalina             | CSS                         |
| 314021          | 2004 XP19              | 8 de desembre de 2004  | Socorro              | LINEAR                      |
| 314022          | 2004 XR20              | 8 de desembre de 2004  | Socorro              | LINEAR                      |
| 314023          | 2004 XS25              | 9 de desembre de 2004  | Catalina             | CSS                         |
| 314024          | 2004 XH30              | 10 de desembre de 2004 | Campo Imperatore     | CINEOS                      |
| 314025          | 2004 XO32              | 10 de desembre de 2004 | Socorro              | LINEAR                      |
| 314026          | 2004 XH40              | 10 de desembre de 2004 | Socorro              | LINEAR                      |
| 314027          | 2004 XJ48              | 10 de desembre de 2004 | Socorro              | LINEAR                      |
| 314028          | 2004 XO64              | 2 de desembre de 2004  | Kitt Peak            | Spacewatch                  |
| 314029          | 2004 XJ76              | 10 de desembre de 2004 | Kitt Peak            | Spacewatch                  |
| 314030          | 2004 XK94              | 11 de desembre de 2004 | Kitt Peak            | Spacewatch                  |
| 314031          | 2004 XZ106             | 11 de desembre de 2004 | Socorro              | LINEAR                      |
| 314032          | 2004 XB107             | 11 de desembre de 2004 | Catalina             | CSS                         |
| 314033          | 2004 XC107             | 11 de desembre de 2004 | Catalina             | CSS                         |
| 314034          | 2004 XW119             | 12 de desembre de 2004 | Kitt Peak            | Spacewatch                  |
| 314035          | 2004 XS142             | 9 de desembre de 2004  | Kitt Peak            | Spacewatch                  |
| 314036          | 2004 YY5               | 16 de desembre de 2004 | Socorro              | LINEAR                      |
| 314037          | 2004 YT21              | 18 de desembre de 2004 | Mount Lemmon         | Mt. Lemmon Survey           |
| 314038          | 2004 YB32              | 16 de desembre de 2004 | Anderson Mesa        | LONEOS                      |
| 314039          | 2004 YT36              | 20 de desembre de 2004 | Mount Lemmon         | Mt. Lemmon Survey           |
| 314040 Tavannes | 2005 AU                | 4 de gener de 2005     | Vicques              | Vicques                     |
| 314041          | 2005 AT2               | 6 de gener de 2005     | Catalina             | CSS                         |
| 314042          | 2005 AF3               | 6 de gener de 2005     | Catalina             | CSS                         |
| 314043          | 2005 AM4               | 6 de gener de 2005     | Catalina             | CSS                         |
| 314044          | 2005 AP5               | 6 de gener de 2005     | Catalina             | CSS                         |
| 314045          | 2005 AC7               | 6 de gener de 2005     | Catalina             | CSS                         |
| 314046          | 2005 AB12              | 6 de gener de 2005     | Catalina             | CSS                         |
| 314047          | 2005 AS13              | 7 de gener de 2005     | Socorro              | LINEAR                      |
| 314048          | 2005 AR14              | 6 de gener de 2005     | Catalina             | CSS                         |
| 314049          | 2005 AH15              | 7 de gener de 2005     | Socorro              | LINEAR                      |
| 314050          | 2005 AU17              | 6 de gener de 2005     | Socorro              | LINEAR                      |
| 314051          | 2005 AM21              | 6 de gener de 2005     | Catalina             | CSS                         |
| 314052          | 2005 AW24              | 7 de gener de 2005     | Kitt Peak            | Spacewatch                  |
| 314053          | 2005 AG29              | 14 de gener de 2005    | Kvistaberg           | Uppsala-DLR Asteroid Survey |
| 314054          | 2005 AJ34              | 13 de gener de 2005    | Kitt Peak            | Spacewatch                  |
| 314055          | 2005 AK36              | 13 de gener de 2005    | Socorro              | LINEAR                      |
| 314056          | 2005 AZ38              | 13 de gener de 2005    | Kitt Peak            | Spacewatch                  |
| 314057          | 2005 AN39              | 13 de gener de 2005    | Socorro              | LINEAR                      |
| 314058          | 2005 AU45              | 15 de gener de 2005    | Kitt Peak            | Spacewatch                  |
| 314059          | 2005 AZ52              | 13 de gener de 2005    | Catalina             | CSS                         |
| 314060          | 2005 AQ58              | 15 de gener de 2005    | Socorro              | LINEAR                      |
| 314061          | 2005 AR70              | 15 de gener de 2005    | Kitt Peak            | Spacewatch                  |
| 314062          | 2005 AA75              | 15 de gener de 2005    | Kitt Peak            | Spacewatch                  |
| 314063          | 2005 AU76              | 15 de gener de 2005    | Kitt Peak            | Spacewatch                  |
| 314064          | 2005 BV5               | 16 de gener de 2005    | Socorro              | LINEAR                      |
| 314065          | 2005 BP6               | 16 de gener de 2005    | Socorro              | LINEAR                      |
| 314066          | 2005 BZ9               | 16 de gener de 2005    | Socorro              | LINEAR                      |
| 314067          | 2005 BS11              | 16 de gener de 2005    | Kitt Peak            | Spacewatch                  |
| 314068          | 2005 BV20              | 16 de gener de 2005    | Kitt Peak            | Spacewatch                  |
| 314069          | 2005 BB27              | 18 de gener de 2005    | Catalina             | CSS                         |
| 314070          | 2005 CG1               | 1 de febrer de 2005    | Catalina             | CSS                         |
| 314071          | 2005 CO1               | 1 de febrer de 2005    | Catalina             | CSS                         |
| 314072          | 2005 CQ6               | 1 de febrer de 2005    | Catalina             | CSS                         |
| 314073          | 2005 CW6               | 3 de febrer de 2005    | Palomar              | NEAT                        |
| 314074          | 2005 CP10              | 1 de febrer de 2005    | Kitt Peak            | Spacewatch                  |
| 314075          | 2005 CC11              | 1 de febrer de 2005    | Kitt Peak            | Spacewatch                  |
| 314076          | 2005 CQ17              | 2 de febrer de 2005    | Socorro              | LINEAR                      |
| 314077          | 2005 CF22              | 3 de febrer de 2005    | Socorro              | LINEAR                      |
| 314078          | 2005 CZ22              | 1 de febrer de 2005    | Catalina             | CSS                         |
| 314079          | 2005 CV25              | 4 de febrer de 2005    | Kitt Peak            | Spacewatch                  |
| 314080          | 2005 CQ28              | 1 de febrer de 2005    | Kitt Peak            | Spacewatch                  |
| 314081          | 2005 CU32              | 2 de febrer de 2005    | Kitt Peak            | Spacewatch                  |
| 314082 Dryope   | 2005 CZ36              | 6 de febrer de 2005    | Uccle                | Uccle                       |
| 314083          | 2005 CR38              | 3 de febrer de 2005    | Socorro              | LINEAR                      |
| 314084          | 2005 CN44              | 2 de febrer de 2005    | Kitt Peak            | Spacewatch                  |
| 314085          | 2005 CO47              | 2 de febrer de 2005    | Kitt Peak            | Spacewatch                  |
| 314086          | 2005 CU50              | 2 de febrer de 2005    | Socorro              | LINEAR                      |
| 314087          | 2005 CV57              | 2 de febrer de 2005    | Catalina             | CSS                         |
| 314088          | 2005 CO60              | 4 de febrer de 2005    | Kitt Peak            | Spacewatch                  |
| 314089          | 2005 CE62              | 14 de febrer de 2005   | Mayhill              | A. Lowe                     |
| 314090          | 2005 CV65              | 9 de febrer de 2005    | Kitt Peak            | Spacewatch                  |
| 314091          | 2005 DS1               | 28 de febrer de 2005   | Goodricke-Pigott     | R. A. Tucker                |
| 314092          | 2005 EC14              | 3 de març de 2005      | Kitt Peak            | Spacewatch                  |
| 314093          | 2005 EF14              | 3 de març de 2005      | Kitt Peak            | Spacewatch                  |
| 314094          | 2005 EW15              | 3 de març de 2005      | Kitt Peak            | Spacewatch                  |
| 314095          | 2005 EE18              | 3 de març de 2005      | Kitt Peak            | Spacewatch                  |
| 314096          | 2005 EP22              | 30 de setembre de 2003 | Kitt Peak            | Spacewatch                  |
| 314097          | 2005 EX25              | 3 de març de 2005      | Catalina             | CSS                         |
| 314098          | 2005 EK35              | 3 de març de 2005      | Socorro              | LINEAR                      |
| 314099          | 2005 EC44              | 3 de març de 2005      | Kitt Peak            | Spacewatch                  |
| 314100          | 2005 EB49              | 3 de març de 2005      | Catalina             | CSS                         |

## 314101-314200
| Nom    | Designació provisional | Data de descobriment | Lloc de descobriment | Descobridor/s     |
| ------ | ---------------------- | -------------------- | -------------------- | ----------------- |
| 314101 | 2005 EZ52              | 4 de març de 2005    | Kitt Peak            | Spacewatch        |
| 314102 | 2005 EM55              | 4 de març de 2005    | Kitt Peak            | Spacewatch        |
| 314103 | 2005 EG74              | 3 de març de 2005    | Kitt Peak            | Spacewatch        |
| 314104 | 2005 ER78              | 3 de març de 2005    | Catalina             | CSS               |
| 314105 | 2005 EY78              | 3 de març de 2005    | Catalina             | CSS               |
| 314106 | 2005 EO79              | 3 de març de 2005    | Catalina             | CSS               |
| 314107 | 2005 EQ80              | 4 de març de 2005    | Kitt Peak            | Spacewatch        |
| 314108 | 2005 EP84              | 4 de març de 2005    | Socorro              | LINEAR            |
| 314109 | 2005 EU87              | 4 de març de 2005    | Mount Lemmon         | Mt. Lemmon Survey |
| 314110 | 2005 ED90              | 8 de març de 2005    | Anderson Mesa        | LONEOS            |
| 314111 | 2005 ES90              | 8 de març de 2005    | Socorro              | LINEAR            |
| 314112 | 2005 EY90              | 8 de març de 2005    | Socorro              | LINEAR            |
| 314113 | 2005 EN94              | 8 de març de 2005    | Kitt Peak            | Spacewatch        |
| 314114 | 2005 EO94              | 8 de març de 2005    | Anderson Mesa        | LONEOS            |
| 314115 | 2005 EO103             | 4 de març de 2005    | Kitt Peak            | Spacewatch        |
| 314116 | 2005 EP103             | 4 de març de 2005    | Kitt Peak            | Spacewatch        |
| 314117 | 2005 ET104             | 4 de març de 2005    | Mount Lemmon         | Mt. Lemmon Survey |
| 314118 | 2005 EW119             | 8 de març de 2005    | Anderson Mesa        | LONEOS            |
| 314119 | 2005 EU131             | 9 de març de 2005    | Mount Lemmon         | Mt. Lemmon Survey |
| 314120 | 2005 EC138             | 9 de març de 2005    | Mount Lemmon         | Mt. Lemmon Survey |
| 314121 | 2005 EC147             | 10 de març de 2005   | Mount Lemmon         | Mt. Lemmon Survey |
| 314122 | 2005 ET151             | 10 de març de 2005   | Kitt Peak            | Spacewatch        |
| 314123 | 2005 EZ151             | 10 de març de 2005   | Kitt Peak            | Spacewatch        |
| 314124 | 2005 EJ152             | 10 de març de 2005   | Kitt Peak            | Spacewatch        |
| 314125 | 2005 EL154             | 8 de març de 2005    | Mount Lemmon         | Mt. Lemmon Survey |
| 314126 | 2005 EN155             | 8 de març de 2005    | Mount Lemmon         | Mt. Lemmon Survey |
| 314127 | 2005 EM157             | 9 de març de 2005    | Mount Lemmon         | Mt. Lemmon Survey |
| 314128 | 2005 EJ161             | 9 de març de 2005    | Mount Lemmon         | Mt. Lemmon Survey |
| 314129 | 2005 ER164             | 11 de març de 2005   | Kitt Peak            | Spacewatch        |
| 314130 | 2005 EM165             | 11 de març de 2005   | Kitt Peak            | Spacewatch        |
| 314131 | 2005 EB179             | 9 de març de 2005    | Kitt Peak            | Spacewatch        |
| 314132 | 2005 EK179             | 9 de març de 2005    | Kitt Peak            | Spacewatch        |
| 314133 | 2005 EU180             | 9 de març de 2005    | Mount Lemmon         | Mt. Lemmon Survey |
| 314134 | 2005 EC185             | 9 de març de 2005    | Kitt Peak            | Spacewatch        |
| 314135 | 2005 EC187             | 10 de març de 2005   | Mount Lemmon         | Mt. Lemmon Survey |
| 314136 | 2005 EA190             | 11 de març de 2005   | Mount Lemmon         | Mt. Lemmon Survey |
| 314137 | 2005 EM190             | 11 de març de 2005   | Mount Lemmon         | Mt. Lemmon Survey |
| 314138 | 2005 EW192             | 11 de març de 2005   | Mount Lemmon         | Mt. Lemmon Survey |
| 314139 | 2005 EO197             | 11 de març de 2005   | Mount Lemmon         | Mt. Lemmon Survey |
| 314140 | 2005 EP197             | 3 de març de 2005    | Kitt Peak            | Spacewatch        |
| 314141 | 2005 ED198             | 11 de març de 2005   | Mount Lemmon         | Mt. Lemmon Survey |
| 314142 | 2005 EE203             | 10 de març de 2005   | Mount Lemmon         | Mt. Lemmon Survey |
| 314143 | 2005 ED208             | 4 de març de 2005    | Kitt Peak            | Spacewatch        |
| 314144 | 2005 EQ210             | 4 de març de 2005    | Kitt Peak            | Spacewatch        |
| 314145 | 2005 ET212             | 4 de març de 2005    | Mount Lemmon         | Mt. Lemmon Survey |
| 314146 | 2005 EO213             | 4 de març de 2005    | Socorro              | LINEAR            |
| 314147 | 2005 ED233             | 10 de març de 2005   | Anderson Mesa        | LONEOS            |
| 314148 | 2005 EU244             | 11 de març de 2005   | Mount Lemmon         | Mt. Lemmon Survey |
| 314149 | 2005 ET247             | 12 de març de 2005   | Socorro              | LINEAR            |
| 314150 | 2005 EQ251             | 10 de març de 2005   | Anderson Mesa        | LONEOS            |
| 314151 | 2005 EQ266             | 13 de març de 2005   | Kitt Peak            | Spacewatch        |
| 314152 | 2005 EZ271             | 9 de març de 2005    | Socorro              | LINEAR            |
| 314153 | 2005 EH273             | 3 de març de 2005    | Kitt Peak            | Spacewatch        |
| 314154 | 2005 EL279             | 10 de març de 2005   | Anderson Mesa        | LONEOS            |
| 314155 | 2005 EN281             | 10 de març de 2005   | Anderson Mesa        | LONEOS            |
| 314156 | 2005 EG292             | 10 de març de 2005   | Catalina             | CSS               |
| 314157 | 2005 EE324             | 3 de març de 2005    | Catalina             | CSS               |
| 314158 | 2005 EL324             | 10 de març de 2005   | Mount Lemmon         | Mt. Lemmon Survey |
| 314159 | 2005 FW1               | 16 de març de 2005   | Mount Lemmon         | Mt. Lemmon Survey |
| 314160 | 2005 FV5               | 31 de març de 2005   | Vail-Jarnac          | Jarnac            |
| 314161 | 2005 FY7               | 30 de març de 2005   | Catalina             | CSS               |
| 314162 | 2005 FL8               | 21 de març de 2005   | Junk Bond            | Junk Bond         |
| 314163 | 2005 GX                | 1 d'abril de 2005    | Piszkesteto          | Piszkesteto       |
| 314164 | 2005 GD11              | 1 d'abril de 2005    | Anderson Mesa        | LONEOS            |
| 314165 | 2005 GF25              | 2 d'abril de 2005    | Palomar              | NEAT              |
| 314166 | 2005 GP36              | 2 d'abril de 2005    | Mount Lemmon         | Mt. Lemmon Survey |
| 314167 | 2005 GX45              | 5 d'abril de 2005    | Mount Lemmon         | Mt. Lemmon Survey |
| 314168 | 2005 GK46              | 5 d'abril de 2005    | Mount Lemmon         | Mt. Lemmon Survey |
| 314169 | 2005 GA61              | 1 d'abril de 2005    | Anderson Mesa        | LONEOS            |
| 314170 | 2005 GW62              | 2 d'abril de 2005    | Mount Lemmon         | Mt. Lemmon Survey |
| 314171 | 2005 GT73              | 4 d'abril de 2005    | Catalina             | CSS               |
| 314172 | 2005 GZ73              | 4 d'abril de 2005    | Catalina             | CSS               |
| 314173 | 2005 GM74              | 5 d'abril de 2005    | Anderson Mesa        | LONEOS            |
| 314174 | 2005 GE98              | 7 d'abril de 2005    | Mount Lemmon         | Mt. Lemmon Survey |
| 314175 | 2005 GZ99              | 9 d'abril de 2005    | Kitt Peak            | Spacewatch        |
| 314176 | 2005 GW111             | 5 d'abril de 2005    | Palomar              | NEAT              |
| 314177 | 2005 GE119             | 11 d'abril de 2005   | Anderson Mesa        | LONEOS            |
| 314178 | 2005 GV120             | 5 d'abril de 2005    | Mount Lemmon         | Mt. Lemmon Survey |
| 314179 | 2005 GF126             | 11 d'abril de 2005   | Anderson Mesa        | LONEOS            |
| 314180 | 2005 GS128             | 1 d'abril de 2005    | Catalina             | CSS               |
| 314181 | 2005 GO136             | 10 d'abril de 2005   | Kitt Peak            | Spacewatch        |
| 314182 | 2005 GY153             | 14 d'abril de 2005   | Kitt Peak            | Spacewatch        |
| 314183 | 2005 GU167             | 11 d'abril de 2005   | Mount Lemmon         | Mt. Lemmon Survey |
| 314184 | 2005 GD169             | 12 d'abril de 2005   | Kitt Peak            | Spacewatch        |
| 314185 | 2005 GA181             | 9 de març de 2005    | Mount Lemmon         | Mt. Lemmon Survey |
| 314186 | 2005 GU181             | 12 d'abril de 2005   | Kitt Peak            | Spacewatch        |
| 314187 | 2005 HR6               | 19 d'abril de 2005   | Catalina             | CSS               |
| 314188 | 2005 JL50              | 4 de maig de 2005    | Kitt Peak            | Spacewatch        |
| 314189 | 2005 JV70              | 7 de maig de 2005    | Catalina             | CSS               |
| 314190 | 2005 JO119             | 10 de maig de 2005   | Kitt Peak            | Spacewatch        |
| 314191 | 2005 JS119             | 10 de maig de 2005   | Kitt Peak            | Spacewatch        |
| 314192 | 2005 JP125             | 11 de maig de 2005   | Kitt Peak            | Spacewatch        |
| 314193 | 2005 JF126             | 12 de maig de 2005   | Kitt Peak            | Spacewatch        |
| 314194 | 2005 JU138             | 13 de maig de 2005   | Mount Lemmon         | Mt. Lemmon Survey |
| 314195 | 2005 JH143             | 15 de maig de 2005   | Mount Lemmon         | Mt. Lemmon Survey |
| 314196 | 2005 JZ153             | 4 de maig de 2005    | Kitt Peak            | Spacewatch        |
| 314197 | 2005 KX                | 16 de maig de 2005   | Kitt Peak            | Spacewatch        |
| 314198 | 2005 KG3               | 17 de maig de 2005   | Mount Lemmon         | Mt. Lemmon Survey |
| 314199 | 2005 LB4               | 1 de juny de 2005    | Kitt Peak            | Spacewatch        |
| 314200 | 2005 LK14              | 4 de juny de 2005    | Kitt Peak            | Spacewatch        |

## 314201-314300
| Nom    | Designació provisional | Data de descobriment   | Lloc de descobriment | Descobridor/s        |
| ------ | ---------------------- | ---------------------- | -------------------- | -------------------- |
| 314201 | 2005 LM20              | 4 de juny de 2005      | Kitt Peak            | Spacewatch           |
| 314202 | 2005 LZ22              | 8 de juny de 2005      | Kitt Peak            | Spacewatch           |
| 314203 | 2005 LN27              | 9 de juny de 2005      | Kitt Peak            | Spacewatch           |
| 314204 | 2005 LD45              | 13 de juny de 2005     | Kitt Peak            | Spacewatch           |
| 314205 | 2005 MG8               | 15 de juny de 2005     | Mount Lemmon         | Mt. Lemmon Survey    |
| 314206 | 2005 MG13              | 29 de juny de 2005     | Palomar              | NEAT                 |
| 314207 | 2005 MV21              | 30 de juny de 2005     | Kitt Peak            | Spacewatch           |
| 314208 | 2005 MX30              | 30 de juny de 2005     | Kitt Peak            | Spacewatch           |
| 314209 | 2005 MX40              | 30 de juny de 2005     | Palomar              | NEAT                 |
| 314210 | 2005 MT52              | 30 de juny de 2005     | Palomar              | NEAT                 |
| 314211 | 2005 MX52              | 23 de juny de 2005     | Palomar              | NEAT                 |
| 314212 | 2005 NJ1               | 2 de juliol de 2005    | Catalina             | CSS                  |
| 314213 | 2005 NW4               | 3 de juliol de 2005    | Mount Lemmon         | Mt. Lemmon Survey    |
| 314214 | 2005 NE16              | 2 de juliol de 2005    | Kitt Peak            | Spacewatch           |
| 314215 | 2005 NP46              | 6 de juliol de 2005    | Kitt Peak            | Spacewatch           |
| 314216 | 2005 NC61              | 11 de juliol de 2005   | Kitt Peak            | Spacewatch           |
| 314217 | 2005 NO61              | 11 de juliol de 2005   | Kitt Peak            | Spacewatch           |
| 314218 | 2005 NV87              | 15 de juny de 2005     | Mount Lemmon         | Mt. Lemmon Survey    |
| 314219 | 2005 NA101             | 7 de juliol de 2005    | Kitt Peak            | Spacewatch           |
| 314220 | 2005 NA102             | 15 de juliol de 2005   | Mount Lemmon         | Mt. Lemmon Survey    |
| 314221 | 2005 NE122             | 2 de juliol de 2005    | Catalina             | CSS                  |
| 314222 | 2005 NT123             | 12 de juliol de 2005   | Mount Lemmon         | Mt. Lemmon Survey    |
| 314223 | 2005 NT124             | 11 de juliol de 2005   | Mount Lemmon         | Mt. Lemmon Survey    |
| 314224 | 2005 OU                | 17 de juliol de 2005   | Palomar              | NEAT                 |
| 314225 | 2005 OR5               | 28 de juliol de 2005   | Palomar              | NEAT                 |
| 314226 | 2005 OU9               | 27 de juliol de 2005   | Palomar              | NEAT                 |
| 314227 | 2005 OJ19              | 27 de juliol de 2005   | Palomar              | NEAT                 |
| 314228 | 2005 OY27              | 29 de juliol de 2005   | Socorro              | LINEAR               |
| 314229 | 2005 OF28              | 30 de juliol de 2005   | Palomar              | NEAT                 |
| 314230 | 2005 PV1               | 1 d'agost de 2005      | Siding Spring        | Siding Spring Survey |
| 314231 | 2005 PX3               | 6 d'agost de 2005      | Reedy Creek          | J. Broughton         |
| 314232 | 2005 PO14              | 4 d'agost de 2005      | Palomar              | NEAT                 |
| 314233 | 2005 PT14              | 4 d'agost de 2005      | Palomar              | NEAT                 |
| 314234 | 2005 QJ6               | 24 d'agost de 2005     | Palomar              | NEAT                 |
| 314235 | 2005 QP17              | 25 d'agost de 2005     | Palomar              | NEAT                 |
| 314236 | 2005 QY21              | 27 d'agost de 2005     | Kitt Peak            | Spacewatch           |
| 314237 | 2005 QP22              | 27 d'agost de 2005     | Anderson Mesa        | LONEOS               |
| 314238 | 2005 QA28              | 27 d'agost de 2005     | Kitt Peak            | Spacewatch           |
| 314239 | 2005 QP43              | 26 d'agost de 2005     | Palomar              | NEAT                 |
| 314240 | 2005 QO46              | 26 d'agost de 2005     | Palomar              | NEAT                 |
| 314241 | 2005 QP53              | 28 d'agost de 2005     | Kitt Peak            | Spacewatch           |
| 314242 | 2005 QR55              | 28 d'agost de 2005     | Kitt Peak            | Spacewatch           |
| 314243 | 2005 QZ57              | 25 d'agost de 2005     | Palomar              | NEAT                 |
| 314244 | 2005 QD65              | 26 d'agost de 2005     | Palomar              | NEAT                 |
| 314245 | 2005 QK77              | 24 d'agost de 2005     | Palomar              | NEAT                 |
| 314246 | 2005 QM77              | 25 d'agost de 2005     | Palomar              | NEAT                 |
| 314247 | 2005 QL88              | 31 d'agost de 2005     | Drebach              | J. Kandler           |
| 314248 | 2005 QE93              | 26 d'agost de 2005     | Palomar              | NEAT                 |
| 314249 | 2005 QV97              | 27 d'agost de 2005     | Palomar              | NEAT                 |
| 314250 | 2005 QJ99              | 6 de juliol de 2005    | Kitt Peak            | Spacewatch           |
| 314251 | 2005 QH100             | 27 d'agost de 2005     | Palomar              | NEAT                 |
| 314252 | 2005 QB101             | 27 d'agost de 2005     | Palomar              | NEAT                 |
| 314253 | 2005 QM101             | 27 d'agost de 2005     | Palomar              | NEAT                 |
| 314254 | 2005 QW103             | 27 d'agost de 2005     | Palomar              | NEAT                 |
| 314255 | 2005 QW117             | 28 d'agost de 2005     | Kitt Peak            | Spacewatch           |
| 314256 | 2005 QA122             | 28 d'agost de 2005     | Kitt Peak            | Spacewatch           |
| 314257 | 2005 QG124             | 28 d'agost de 2005     | Kitt Peak            | Spacewatch           |
| 314258 | 2005 QD127             | 28 d'agost de 2005     | Kitt Peak            | Spacewatch           |
| 314259 | 2005 QU136             | 28 d'agost de 2005     | Kitt Peak            | Spacewatch           |
| 314260 | 2005 QA139             | 28 d'agost de 2005     | Kitt Peak            | Spacewatch           |
| 314261 | 2005 QH145             | 27 d'agost de 2005     | Anderson Mesa        | LONEOS               |
| 314262 | 2005 QM149             | 28 d'agost de 2005     | Siding Spring        | Siding Spring Survey |
| 314263 | 2005 QX153             | 27 d'agost de 2005     | Palomar              | NEAT                 |
| 314264 | 2005 QT154             | 28 de juliol de 2005   | Palomar              | NEAT                 |
| 314265 | 2005 QP166             | 26 d'agost de 2005     | Palomar              | NEAT                 |
| 314266 | 2005 QE167             | 26 d'agost de 2005     | Palomar              | NEAT                 |
| 314267 | 2005 QN177             | 29 d'agost de 2005     | Kitt Peak            | Spacewatch           |
| 314268 | 2005 QY181             | 31 d'agost de 2005     | Kitt Peak            | Spacewatch           |
| 314269 | 2005 RC2               | 2 de setembre de 2005  | Palomar              | NEAT                 |
| 314270 | 2005 RQ16              | 1 de setembre de 2005  | Anderson Mesa        | LONEOS               |
| 314271 | 2005 RF26              | 12 de setembre de 2005 | Junk Bond            | D. Healy             |
| 314272 | 2005 RU30              | 11 de setembre de 2005 | Kitt Peak            | Spacewatch           |
| 314273 | 2005 RT39              | 14 de setembre de 2005 | Catalina             | CSS                  |
| 314274 | 2005 RM51              | 11 de setembre de 2005 | Kitt Peak            | Spacewatch           |
| 314275 | 2005 SF17              | 26 de setembre de 2005 | Kitt Peak            | Spacewatch           |
| 314276 | 2005 SP22              | 23 de setembre de 2005 | Kitt Peak            | Spacewatch           |
| 314277 | 2005 SF23              | 23 de setembre de 2005 | Catalina             | CSS                  |
| 314278 | 2005 SC30              | 23 de setembre de 2005 | Catalina             | CSS                  |
| 314279 | 2005 SJ32              | 23 de setembre de 2005 | Kitt Peak            | Spacewatch           |
| 314280 | 2005 SN32              | 23 de setembre de 2005 | Kitt Peak            | Spacewatch           |
| 314281 | 2005 SP33              | 23 de setembre de 2005 | Kitt Peak            | Spacewatch           |
| 314282 | 2005 SN38              | 24 de setembre de 2005 | Kitt Peak            | Spacewatch           |
| 314283 | 2005 SJ42              | 24 de setembre de 2005 | Kitt Peak            | Spacewatch           |
| 314284 | 2005 SH47              | 24 de setembre de 2005 | Kitt Peak            | Spacewatch           |
| 314285 | 2005 SY55              | 25 de setembre de 2005 | Kitt Peak            | Spacewatch           |
| 314286 | 2005 SS62              | 26 de setembre de 2005 | Kitt Peak            | Spacewatch           |
| 314287 | 2005 SG63              | 26 de setembre de 2005 | Palomar              | NEAT                 |
| 314288 | 2005 SJ67              | 27 de setembre de 2005 | Kitt Peak            | Spacewatch           |
| 314289 | 2005 SN69              | 27 de setembre de 2005 | Kitt Peak            | Spacewatch           |
| 314290 | 2005 SZ71              | 23 de setembre de 2005 | Anderson Mesa        | LONEOS               |
| 314291 | 2005 SA75              | 24 de setembre de 2005 | Kitt Peak            | Spacewatch           |
| 314292 | 2005 SR79              | 24 de setembre de 2005 | Kitt Peak            | Spacewatch           |
| 314293 | 2005 SU81              | 24 de setembre de 2005 | Kitt Peak            | Spacewatch           |
| 314294 | 2005 SE82              | 24 de setembre de 2005 | Kitt Peak            | Spacewatch           |
| 314295 | 2005 SH94              | 25 de setembre de 2005 | Kitt Peak            | Spacewatch           |
| 314296 | 2005 SQ96              | 25 de setembre de 2005 | Palomar              | NEAT                 |
| 314297 | 2005 SH97              | 25 de setembre de 2005 | Palomar              | NEAT                 |
| 314298 | 2005 SZ99              | 25 de setembre de 2005 | Kitt Peak            | Spacewatch           |
| 314299 | 2005 ST100             | 25 de setembre de 2005 | Kitt Peak            | Spacewatch           |
| 314300 | 2005 SN101             | 25 de setembre de 2005 | Kitt Peak            | Spacewatch           |

## 314301-314400
| Nom    | Designació provisional | Data de descobriment   | Lloc de descobriment | Descobridor/s     |
| ------ | ---------------------- | ---------------------- | -------------------- | ----------------- |
| 314301 | 2005 SJ109             | 26 de setembre de 2005 | Kitt Peak            | Spacewatch        |
| 314302 | 2005 SY114             | 27 de setembre de 2005 | Kitt Peak            | Spacewatch        |
| 314303 | 2005 SA133             | 29 de setembre de 2005 | Kitt Peak            | Spacewatch        |
| 314304 | 2005 SK134             | 23 de setembre de 2005 | Catalina             | CSS               |
| 314305 | 2005 SU136             | 24 de setembre de 2005 | Kitt Peak            | Spacewatch        |
| 314306 | 2005 SV138             | 25 de setembre de 2005 | Kitt Peak            | Spacewatch        |
| 314307 | 2005 SO141             | 25 de setembre de 2005 | Kitt Peak            | Spacewatch        |
| 314308 | 2005 SP143             | 25 de setembre de 2005 | Kitt Peak            | Spacewatch        |
| 314309 | 2005 SG160             | 27 de setembre de 2005 | Kitt Peak            | Spacewatch        |
| 314310 | 2005 SZ167             | 29 de setembre de 2005 | Palomar              | NEAT              |
| 314311 | 2005 SK172             | 29 de setembre de 2005 | Kitt Peak            | Spacewatch        |
| 314312 | 2005 SZ174             | 29 de setembre de 2005 | Kitt Peak            | Spacewatch        |
| 314313 | 2005 SG188             | 29 de setembre de 2005 | Mount Lemmon         | Mt. Lemmon Survey |
| 314314 | 2005 SX189             | 29 de setembre de 2005 | Mount Lemmon         | Mt. Lemmon Survey |
| 314315 | 2005 SJ190             | 29 de setembre de 2005 | Anderson Mesa        | LONEOS            |
| 314316 | 2005 SY193             | 29 de setembre de 2005 | Kitt Peak            | Spacewatch        |
| 314317 | 2005 SA199             | 30 de setembre de 2005 | Kitt Peak            | Spacewatch        |
| 314318 | 2005 SY204             | 30 de setembre de 2005 | Anderson Mesa        | LONEOS            |
| 314319 | 2005 SD218             | 30 de setembre de 2005 | Palomar              | NEAT              |
| 314320 | 2005 SU232             | 30 de setembre de 2005 | Mount Lemmon         | Mt. Lemmon Survey |
| 314321 | 2005 SE241             | 30 de setembre de 2005 | Kitt Peak            | Spacewatch        |
| 314322 | 2005 SN260             | 23 de setembre de 2005 | Catalina             | CSS               |
| 314323 | 2005 SP271             | 30 de setembre de 2005 | Mount Lemmon         | Mt. Lemmon Survey |
| 314324 | 2005 SA281             | 29 de setembre de 2005 | Kitt Peak            | Spacewatch        |
| 314325 | 2005 SN281             | 30 de setembre de 2005 | Mauna Kea            | Mauna Kea         |
| 314326 | 2005 SF285             | 13 de setembre de 2005 | Apache Point         | A. C. Becker      |
| 314327 | 2005 SQ293             | 28 de setembre de 2005 | Palomar              | NEAT              |
| 314328 | 2005 TA4               | 1 d'octubre de 2005    | Anderson Mesa        | LONEOS            |
| 314329 | 2005 TY15              | 1 d'octubre de 2005    | Kitt Peak            | Spacewatch        |
| 314330 | 2005 TG16              | 1 d'octubre de 2005    | Kitt Peak            | Spacewatch        |
| 314331 | 2005 TG19              | 1 d'octubre de 2005    | Mount Lemmon         | Mt. Lemmon Survey |
| 314332 | 2005 TZ22              | 1 d'octubre de 2005    | Mount Lemmon         | Mt. Lemmon Survey |
| 314333 | 2005 TP23              | 1 d'octubre de 2005    | Catalina             | CSS               |
| 314334 | 2005 TX23              | 1 d'octubre de 2005    | Catalina             | CSS               |
| 314335 | 2005 TL28              | 1 d'octubre de 2005    | Kitt Peak            | Spacewatch        |
| 314336 | 2005 TR38              | 1 d'octubre de 2005    | Mount Lemmon         | Mt. Lemmon Survey |
| 314337 | 2005 TT49              | 9 d'octubre de 2005    | Goodricke-Pigott     | R. A. Tucker      |
| 314338 | 2005 TL51              | 11 d'octubre de 2005   | Bergisch Gladbac     | W. Bickel         |
| 314339 | 2005 TB57              | 1 d'octubre de 2005    | Mount Lemmon         | Mt. Lemmon Survey |
| 314340 | 2005 TN70              | 6 d'octubre de 2005    | Mount Lemmon         | Mt. Lemmon Survey |
| 314341 | 2005 TS71              | 3 d'octubre de 2005    | Catalina             | CSS               |
| 314342 | 2005 TT74              | 1 d'octubre de 2005    | Catalina             | CSS               |
| 314343 | 2005 TU85              | 3 d'octubre de 2005    | Kitt Peak            | Spacewatch        |
| 314344 | 2005 TQ86              | 5 d'octubre de 2005    | Kitt Peak            | Spacewatch        |
| 314345 | 2005 TQ89              | 5 d'octubre de 2005    | Mount Lemmon         | Mt. Lemmon Survey |
| 314346 | 2005 TY112             | 7 d'octubre de 2005    | Kitt Peak            | Spacewatch        |
| 314347 | 2005 TD115             | 7 d'octubre de 2005    | Kitt Peak            | Spacewatch        |
| 314348 | 2005 TK115             | 7 d'octubre de 2005    | Kitt Peak            | Spacewatch        |
| 314349 | 2005 TJ117             | 26 de setembre de 2005 | Kitt Peak            | Spacewatch        |
| 314350 | 2005 TE118             | 7 d'octubre de 2005    | Kitt Peak            | Spacewatch        |
| 314351 | 2005 TB130             | 7 d'octubre de 2005    | Kitt Peak            | Spacewatch        |
| 314352 | 2005 TA131             | 7 d'octubre de 2005    | Kitt Peak            | Spacewatch        |
| 314353 | 2005 TH134             | 10 d'octubre de 2005   | Catalina             | CSS               |
| 314354 | 2005 TY136             | 6 d'octubre de 2005    | Kitt Peak            | Spacewatch        |
| 314355 | 2005 TA157             | 9 d'octubre de 2005    | Kitt Peak            | Spacewatch        |
| 314356 | 2005 TC158             | 9 d'octubre de 2005    | Kitt Peak            | Spacewatch        |
| 314357 | 2005 TA161             | 9 d'octubre de 2005    | Kitt Peak            | Spacewatch        |
| 314358 | 2005 TU162             | 9 d'octubre de 2005    | Kitt Peak            | Spacewatch        |
| 314359 | 2005 TA194             | 1 d'octubre de 2005    | Kitt Peak            | Spacewatch        |
| 314360 | 2005 TJ195             | 1 d'octubre de 2005    | Kitt Peak            | Spacewatch        |
| 314361 | 2005 TK197             | 1 d'octubre de 2005    | Catalina             | CSS               |
| 314362 | 2005 UN4               | 25 d'octubre de 2005   | Socorro              | LINEAR            |
| 314363 | 2005 UQ5               | 25 d'octubre de 2005   | Socorro              | LINEAR            |
| 314364 | 2005 UA39              | 24 d'octubre de 2005   | Kitt Peak            | Spacewatch        |
| 314365 | 2005 UB39              | 24 d'octubre de 2005   | Kitt Peak            | Spacewatch        |
| 314366 | 2005 UM39              | 24 d'octubre de 2005   | Kitt Peak            | Spacewatch        |
| 314367 | 2005 UO39              | 24 d'octubre de 2005   | Kitt Peak            | Spacewatch        |
| 314368 | 2005 UR39              | 24 d'octubre de 2005   | Kitt Peak            | Spacewatch        |
| 314369 | 2005 UH40              | 24 d'octubre de 2005   | Kitt Peak            | Spacewatch        |
| 314370 | 2005 UZ40              | 24 d'octubre de 2005   | Kitt Peak            | Spacewatch        |
| 314371 | 2005 UT42              | 22 d'octubre de 2005   | Kitt Peak            | Spacewatch        |
| 314372 | 2005 UO46              | 22 d'octubre de 2005   | Kitt Peak            | Spacewatch        |
| 314373 | 2005 UP46              | 22 d'octubre de 2005   | Catalina             | CSS               |
| 314374 | 2005 UJ49              | 23 d'octubre de 2005   | Catalina             | CSS               |
| 314375 | 2005 UJ66              | 22 d'octubre de 2005   | Kitt Peak            | Spacewatch        |
| 314376 | 2005 UP70              | 23 d'octubre de 2005   | Catalina             | CSS               |
| 314377 | 2005 UT70              | 23 d'octubre de 2005   | Catalina             | CSS               |
| 314378 | 2005 UA77              | 24 d'octubre de 2005   | Palomar              | NEAT              |
| 314379 | 2005 UO78              | 25 d'octubre de 2005   | Anderson Mesa        | LONEOS            |
| 314380 | 2005 UX84              | 22 d'octubre de 2005   | Kitt Peak            | Spacewatch        |
| 314381 | 2005 UA91              | 22 d'octubre de 2005   | Kitt Peak            | Spacewatch        |
| 314382 | 2005 UD95              | 22 d'octubre de 2005   | Kitt Peak            | Spacewatch        |
| 314383 | 2005 UZ99              | 22 d'octubre de 2005   | Kitt Peak            | Spacewatch        |
| 314384 | 2005 UF101             | 22 d'octubre de 2005   | Kitt Peak            | Spacewatch        |
| 314385 | 2005 UA103             | 22 d'octubre de 2005   | Kitt Peak            | Spacewatch        |
| 314386 | 2005 US110             | 22 d'octubre de 2005   | Kitt Peak            | Spacewatch        |
| 314387 | 2005 UL113             | 22 d'octubre de 2005   | Kitt Peak            | Spacewatch        |
| 314388 | 2005 UW114             | 22 d'octubre de 2005   | Palomar              | NEAT              |
| 314389 | 2005 UG135             | 25 d'octubre de 2005   | Kitt Peak            | Spacewatch        |
| 314390 | 2005 UT138             | 25 d'octubre de 2005   | Kitt Peak            | Spacewatch        |
| 314391 | 2005 UR159             | 21 d'octubre de 2005   | Palomar              | NEAT              |
| 314392 | 2005 UQ161             | 25 d'octubre de 2005   | Kitt Peak            | Spacewatch        |
| 314393 | 2005 UJ166             | 24 d'octubre de 2005   | Kitt Peak            | Spacewatch        |
| 314394 | 2005 UT181             | 24 d'octubre de 2005   | Kitt Peak            | Spacewatch        |
| 314395 | 2005 UW182             | 24 d'octubre de 2005   | Kitt Peak            | Spacewatch        |
| 314396 | 2005 UR190             | 27 d'octubre de 2005   | Mount Lemmon         | Mt. Lemmon Survey |
| 314397 | 2005 UJ199             | 25 d'octubre de 2005   | Kitt Peak            | Spacewatch        |
| 314398 | 2005 UG200             | 25 d'octubre de 2005   | Kitt Peak            | Spacewatch        |
| 314399 | 2005 UT205             | 26 d'octubre de 2005   | Kitt Peak            | Spacewatch        |
| 314400 | 2005 UD208             | 27 d'octubre de 2005   | Kitt Peak            | Spacewatch        |

## 314401-314500
| Nom    | Designació provisional | Data de descobriment   | Lloc de descobriment | Descobridor/s        |
| ------ | ---------------------- | ---------------------- | -------------------- | -------------------- |
| 314401 | 2005 US218             | 25 d'octubre de 2005   | Kitt Peak            | Spacewatch           |
| 314402 | 2005 UH225             | 25 d'octubre de 2005   | Kitt Peak            | Spacewatch           |
| 314403 | 2005 UY237             | 25 d'octubre de 2005   | Kitt Peak            | Spacewatch           |
| 314404 | 2005 UA251             | 23 d'octubre de 2005   | Catalina             | CSS                  |
| 314405 | 2005 UN252             | 26 d'octubre de 2005   | Kitt Peak            | Spacewatch           |
| 314406 | 2005 UR253             | 27 d'octubre de 2005   | Mount Lemmon         | Mt. Lemmon Survey    |
| 314407 | 2005 UV275             | 30 de setembre de 2005 | Mount Lemmon         | Mt. Lemmon Survey    |
| 314408 | 2005 UZ282             | 26 d'octubre de 2005   | Kitt Peak            | Spacewatch           |
| 314409 | 2005 UE284             | 26 d'octubre de 2005   | Kitt Peak            | Spacewatch           |
| 314410 | 2005 UT312             | 29 d'octubre de 2005   | Catalina             | CSS                  |
| 314411 | 2005 UY312             | 29 d'octubre de 2005   | Catalina             | CSS                  |
| 314412 | 2005 UZ315             | 25 d'octubre de 2005   | Kitt Peak            | Spacewatch           |
| 314413 | 2005 UD323             | 28 d'octubre de 2005   | Mount Lemmon         | Mt. Lemmon Survey    |
| 314414 | 2005 UR327             | 29 d'octubre de 2005   | Kitt Peak            | Spacewatch           |
| 314415 | 2005 UL347             | 31 d'octubre de 2005   | Kitt Peak            | Spacewatch           |
| 314416 | 2005 UF349             | 25 d'octubre de 2005   | Catalina             | CSS                  |
| 314417 | 2005 UL350             | 28 d'octubre de 2005   | Catalina             | CSS                  |
| 314418 | 2005 UD370             | 27 d'octubre de 2005   | Kitt Peak            | Spacewatch           |
| 314419 | 2005 UN372             | 27 d'octubre de 2005   | Kitt Peak            | Spacewatch           |
| 314420 | 2005 UG374             | 27 d'octubre de 2005   | Kitt Peak            | Spacewatch           |
| 314421 | 2005 UL398             | 31 d'octubre de 2005   | Anderson Mesa        | LONEOS               |
| 314422 | 2005 UO414             | 25 d'octubre de 2005   | Kitt Peak            | Spacewatch           |
| 314423 | 2005 UG417             | 25 d'octubre de 2005   | Kitt Peak            | Spacewatch           |
| 314424 | 2005 UQ425             | 28 d'octubre de 2005   | Kitt Peak            | Spacewatch           |
| 314425 | 2005 US429             | 28 d'octubre de 2005   | Kitt Peak            | Spacewatch           |
| 314426 | 2005 UC441             | 29 d'octubre de 2005   | Palomar              | NEAT                 |
| 314427 | 2005 UA446             | 31 d'octubre de 2005   | Mount Lemmon         | Mt. Lemmon Survey    |
| 314428 | 2005 UO447             | 30 d'octubre de 2005   | Kitt Peak            | Spacewatch           |
| 314429 | 2005 UW449             | 30 d'octubre de 2005   | Mount Lemmon         | Mt. Lemmon Survey    |
| 314430 | 2005 UE477             | 25 d'octubre de 2005   | Kitt Peak            | Spacewatch           |
| 314431 | 2005 UM480             | 22 d'octubre de 2005   | Palomar              | NEAT                 |
| 314432 | 2005 UR480             | 24 d'octubre de 2005   | Siding Spring        | Siding Spring Survey |
| 314433 | 2005 UO495             | 26 d'octubre de 2005   | Anderson Mesa        | LONEOS               |
| 314434 | 2005 UW511             | 28 d'octubre de 2005   | Mount Lemmon         | Mt. Lemmon Survey    |
| 314435 | 2005 UU513             | 24 d'octubre de 2005   | Kitt Peak            | Spacewatch           |
| 314436 | 2005 UX515             | 22 d'octubre de 2005   | Apache Point         | A. C. Becker         |
| 314437 | 2005 UZ521             | 26 d'octubre de 2005   | Apache Point         | A. C. Becker         |
| 314438 | 2005 UJ526             | 25 d'octubre de 2005   | Kitt Peak            | Spacewatch           |
| 314439 | 2005 UH527             | 25 d'octubre de 2005   | Mount Lemmon         | Mt. Lemmon Survey    |
| 314440 | 2005 UT530             | 22 d'octubre de 2005   | Kitt Peak            | Spacewatch           |
| 314441 | 2005 VO15              | 1 de novembre de 2005  | Catalina             | CSS                  |
| 314442 | 2005 VE16              | 2 de novembre de 2005  | Socorro              | LINEAR               |
| 314443 | 2005 VP25              | 2 de novembre de 2005  | Socorro              | LINEAR               |
| 314444 | 2005 VN50              | 3 de novembre de 2005  | Catalina             | CSS                  |
| 314445 | 2005 VN59              | 5 de novembre de 2005  | Kitt Peak            | Spacewatch           |
| 314446 | 2005 VF65              | 1 de novembre de 2005  | Mount Lemmon         | Mt. Lemmon Survey    |
| 314447 | 2005 VN79              | 3 de novembre de 2005  | Socorro              | LINEAR               |
| 314448 | 2005 VK87              | 6 de novembre de 2005  | Kitt Peak            | Spacewatch           |
| 314449 | 2005 VW91              | 6 de novembre de 2005  | Mount Lemmon         | Mt. Lemmon Survey    |
| 314450 | 2005 VG103             | 2 de novembre de 2005  | Mount Lemmon         | Mt. Lemmon Survey    |
| 314451 | 2005 VQ113             | 10 de novembre de 2005 | Kitt Peak            | Spacewatch           |
| 314452 | 2005 VR113             | 10 de novembre de 2005 | Kitt Peak            | Spacewatch           |
| 314453 | 2005 VX114             | 11 de novembre de 2005 | Kitt Peak            | Spacewatch           |
| 314454 | 2005 VR117             | 11 de novembre de 2005 | Kitt Peak            | Spacewatch           |
| 314455 | 2005 VZ133             | 1 de novembre de 2005  | Apache Point         | A. C. Becker         |
| 314456 | 2005 VD134             | 1 de novembre de 2005  | Apache Point         | A. C. Becker         |
| 314457 | 2005 WL                | 20 de novembre de 2005 | Wrightwood           | J. W. Young          |
| 314458 | 2005 WM1               | 21 de novembre de 2005 | Socorro              | LINEAR               |
| 314459 | 2005 WQ6               | 21 de novembre de 2005 | Catalina             | CSS                  |
| 314460 | 2005 WL8               | 21 de novembre de 2005 | Kitt Peak            | Spacewatch           |
| 314461 | 2005 WC9               | 21 de novembre de 2005 | Kitt Peak            | Spacewatch           |
| 314462 | 2005 WW17              | 22 de novembre de 2005 | Kitt Peak            | Spacewatch           |
| 314463 | 2005 WD20              | 21 de novembre de 2005 | Kitt Peak            | Spacewatch           |
| 314464 | 2005 WR32              | 21 de novembre de 2005 | Kitt Peak            | Spacewatch           |
| 314465 | 2005 WM44              | 22 de novembre de 2005 | Kitt Peak            | Spacewatch           |
| 314466 | 2005 WR58              | 30 de novembre de 2005 | Junk Bond            | D. Healy             |
| 314467 | 2005 WM60              | 24 de novembre de 2005 | Palomar              | NEAT                 |
| 314468 | 2005 WF67              | 22 de novembre de 2005 | Kitt Peak            | Spacewatch           |
| 314469 | 2005 WO69              | 26 de novembre de 2005 | Kitt Peak            | Spacewatch           |
| 314470 | 2005 WY71              | 22 de novembre de 2005 | Kitt Peak            | Spacewatch           |
| 314471 | 2005 WS72              | 25 de novembre de 2005 | Kitt Peak            | Spacewatch           |
| 314472 | 2005 WX72              | 25 de novembre de 2005 | Kitt Peak            | Spacewatch           |
| 314473 | 2005 WU78              | 25 de novembre de 2005 | Kitt Peak            | Spacewatch           |
| 314474 | 2005 WC82              | 25 d'octubre de 2005   | Mount Lemmon         | Mt. Lemmon Survey    |
| 314475 | 2005 WG90              | 28 de novembre de 2005 | Socorro              | LINEAR               |
| 314476 | 2005 WC94              | 26 de novembre de 2005 | Kitt Peak            | Spacewatch           |
| 314477 | 2005 WS97              | 26 de novembre de 2005 | Mount Lemmon         | Mt. Lemmon Survey    |
| 314478 | 2005 WS98              | 28 de novembre de 2005 | Palomar              | NEAT                 |
| 314479 | 2005 WO102             | 24 de novembre de 2005 | Palomar              | NEAT                 |
| 314480 | 2005 WQ114             | 28 de novembre de 2005 | Catalina             | CSS                  |
| 314481 | 2005 WE115             | 29 de novembre de 2005 | Mount Lemmon         | Mt. Lemmon Survey    |
| 314482 | 2005 WO120             | 29 de novembre de 2005 | Socorro              | LINEAR               |
| 314483 | 2005 WJ131             | 25 de novembre de 2005 | Mount Lemmon         | Mt. Lemmon Survey    |
| 314484 | 2005 WC137             | 26 de novembre de 2005 | Mount Lemmon         | Mt. Lemmon Survey    |
| 314485 | 2005 WZ141             | 29 de novembre de 2005 | Mount Lemmon         | Mt. Lemmon Survey    |
| 314486 | 2005 WZ142             | 29 de novembre de 2005 | Socorro              | LINEAR               |
| 314487 | 2005 WT145             | 25 de novembre de 2005 | Kitt Peak            | Spacewatch           |
| 314488 | 2005 WR165             | 29 de novembre de 2005 | Mount Lemmon         | Mt. Lemmon Survey    |
| 314489 | 2005 WW166             | 29 de novembre de 2005 | Mount Lemmon         | Mt. Lemmon Survey    |
| 314490 | 2005 WO171             | 30 de novembre de 2005 | Kitt Peak            | Spacewatch           |
| 314491 | 2005 WU179             | 21 de novembre de 2005 | Catalina             | CSS                  |
| 314492 | 2005 WD182             | 25 de novembre de 2005 | Catalina             | CSS                  |
| 314493 | 2005 WH183             | 28 de novembre de 2005 | Socorro              | LINEAR               |
| 314494 | 2005 WW184             | 29 de novembre de 2005 | Socorro              | LINEAR               |
| 314495 | 2005 WQ186             | 29 de novembre de 2005 | Kitt Peak            | Spacewatch           |
| 314496 | 2005 WS190             | 21 de novembre de 2005 | Anderson Mesa        | LONEOS               |
| 314497 | 2005 WF191             | 21 de novembre de 2005 | Catalina             | CSS                  |
| 314498 | 2005 WQ192             | 26 de novembre de 2005 | Catalina             | CSS                  |
| 314499 | 2005 WL194             | 29 de novembre de 2005 | Catalina             | CSS                  |
| 314500 | 2005 WS195             | 25 de novembre de 2005 | Mount Lemmon         | Mt. Lemmon Survey    |

## 314501-314600
| Nom    | Designació provisional | Data de descobriment   | Lloc de descobriment | Descobridor/s     |
| ------ | ---------------------- | ---------------------- | -------------------- | ----------------- |
| 314501 | 2005 WP198             | 25 de novembre de 2005 | Kitt Peak            | Spacewatch        |
| 314502 | 2005 WB208             | 22 de novembre de 2005 | Kitt Peak            | Spacewatch        |
| 314503 | 2005 WB211             | 22 de novembre de 2005 | Kitt Peak            | Spacewatch        |
| 314504 | 2005 XL2               | 1 de desembre de 2005  | Mount Lemmon         | Mt. Lemmon Survey |
| 314505 | 2005 XV2               | 1 de desembre de 2005  | Kitt Peak            | Spacewatch        |
| 314506 | 2005 XG3               | 1 de desembre de 2005  | Palomar              | NEAT              |
| 314507 | 2005 XL24              | 2 de desembre de 2005  | Catalina             | CSS               |
| 314508 | 2005 XS30              | 1 de desembre de 2005  | Kitt Peak            | Spacewatch        |
| 314509 | 2005 XS34              | 4 de desembre de 2005  | Kitt Peak            | Spacewatch        |
| 314510 | 2005 XM36              | 4 de desembre de 2005  | Kitt Peak            | Spacewatch        |
| 314511 | 2005 XD57              | 1 de desembre de 2005  | Kitt Peak            | Spacewatch        |
| 314512 | 2005 XM67              | 5 de desembre de 2005  | Socorro              | LINEAR            |
| 314513 | 2005 XE69              | 6 de desembre de 2005  | Kitt Peak            | Spacewatch        |
| 314514 | 2005 XX70              | 6 de desembre de 2005  | Catalina             | CSS               |
| 314515 | 2005 XD79              | 5 de desembre de 2005  | Socorro              | LINEAR            |
| 314516 | 2005 XW82              | 1 de desembre de 2005  | Anderson Mesa        | LONEOS            |
| 314517 | 2005 XF90              | 30 de novembre de 2005 | Kitt Peak            | Spacewatch        |
| 314518 | 2005 YO1               | 21 de desembre de 2005 | Catalina             | CSS               |
| 314519 | 2005 YM2               | 21 de desembre de 2005 | Kitt Peak            | Spacewatch        |
| 314520 | 2005 YP4               | 21 de desembre de 2005 | Kitt Peak            | Spacewatch        |
| 314521 | 2005 YH6               | 21 de desembre de 2005 | Kitt Peak            | Spacewatch        |
| 314522 | 2005 YF9               | 21 de desembre de 2005 | Kitt Peak            | Spacewatch        |
| 314523 | 2005 YC11              | 21 de desembre de 2005 | Kitt Peak            | Spacewatch        |
| 314524 | 2005 YS14              | 22 de desembre de 2005 | Kitt Peak            | Spacewatch        |
| 314525 | 2005 YP16              | 22 de desembre de 2005 | Kitt Peak            | Spacewatch        |
| 314526 | 2005 YW16              | 22 de desembre de 2005 | Kitt Peak            | Spacewatch        |
| 314527 | 2005 YH20              | 24 de desembre de 2005 | Kitt Peak            | Spacewatch        |
| 314528 | 2005 YX25              | 24 de desembre de 2005 | Kitt Peak            | Spacewatch        |
| 314529 | 2005 YH27              | 22 de desembre de 2005 | Kitt Peak            | Spacewatch        |
| 314530 | 2005 YR27              | 22 de desembre de 2005 | Kitt Peak            | Spacewatch        |
| 314531 | 2005 YS30              | 22 de desembre de 2005 | Kitt Peak            | Spacewatch        |
| 314532 | 2005 YQ41              | 22 de desembre de 2005 | Kitt Peak            | Spacewatch        |
| 314533 | 2005 YO42              | 24 de desembre de 2005 | Kitt Peak            | Spacewatch        |
| 314534 | 2005 YD43              | 24 de desembre de 2005 | Kitt Peak            | Spacewatch        |
| 314535 | 2005 YU48              | 22 de desembre de 2005 | Kitt Peak            | Spacewatch        |
| 314536 | 2005 YM54              | 25 de desembre de 2005 | Kitt Peak            | Spacewatch        |
| 314537 | 2005 YS68              | 26 de desembre de 2005 | Kitt Peak            | Spacewatch        |
| 314538 | 2005 YU68              | 26 de desembre de 2005 | Kitt Peak            | Spacewatch        |
| 314539 | 2005 YQ73              | 24 de desembre de 2005 | Kitt Peak            | Spacewatch        |
| 314540 | 2005 YK82              | 24 de desembre de 2005 | Kitt Peak            | Spacewatch        |
| 314541 | 2005 YE84              | 24 de desembre de 2005 | Kitt Peak            | Spacewatch        |
| 314542 | 2005 YT90              | 26 de desembre de 2005 | Mount Lemmon         | Mt. Lemmon Survey |
| 314543 | 2005 YA92              | 27 de desembre de 2005 | Mount Lemmon         | Mt. Lemmon Survey |
| 314544 | 2005 YS94              | 22 de desembre de 2005 | Palomar              | NEAT              |
| 314545 | 2005 YY106             | 25 de desembre de 2005 | Mount Lemmon         | Mt. Lemmon Survey |
| 314546 | 2005 YJ113             | 25 de desembre de 2005 | Mount Lemmon         | Mt. Lemmon Survey |
| 314547 | 2005 YU113             | 25 de desembre de 2005 | Kitt Peak            | Spacewatch        |
| 314548 | 2005 YE118             | 25 de desembre de 2005 | Kitt Peak            | Spacewatch        |
| 314549 | 2005 YW124             | 26 de desembre de 2005 | Kitt Peak            | Spacewatch        |
| 314550 | 2005 YA125             | 26 de desembre de 2005 | Kitt Peak            | Spacewatch        |
| 314551 | 2005 YE125             | 26 de desembre de 2005 | Kitt Peak            | Spacewatch        |
| 314552 | 2005 YS125             | 26 de desembre de 2005 | Kitt Peak            | Spacewatch        |
| 314553 | 2005 YP139             | 28 de desembre de 2005 | Kitt Peak            | Spacewatch        |
| 314554 | 2005 YS153             | 29 de desembre de 2005 | Socorro              | LINEAR            |
| 314555 | 2005 YP155             | 25 de desembre de 2005 | Mount Lemmon         | Mt. Lemmon Survey |
| 314556 | 2005 YU155             | 25 de desembre de 2005 | Catalina             | CSS               |
| 314557 | 2005 YV158             | 23 de març de 1995     | Kitt Peak            | Spacewatch        |
| 314558 | 2005 YT160             | 27 de desembre de 2005 | Kitt Peak            | Spacewatch        |
| 314559 | 2005 YM163             | 8 de gener de 1995     | Kitt Peak            | Spacewatch        |
| 314560 | 2005 YQ165             | 25 de desembre de 2005 | Anderson Mesa        | LONEOS            |
| 314561 | 2005 YK168             | 29 de desembre de 2005 | Kitt Peak            | Spacewatch        |
| 314562 | 2005 YX168             | 30 de desembre de 2005 | Kitt Peak            | Spacewatch        |
| 314563 | 2005 YQ169             | 30 de desembre de 2005 | Socorro              | LINEAR            |
| 314564 | 2005 YF176             | 22 de desembre de 2005 | Kitt Peak            | Spacewatch        |
| 314565 | 2005 YW176             | 22 de desembre de 2005 | Kitt Peak            | Spacewatch        |
| 314566 | 2005 YH180             | 30 de desembre de 2005 | Socorro              | LINEAR            |
| 314567 | 2005 YV181             | 25 de desembre de 2005 | Anderson Mesa        | LONEOS            |
| 314568 | 2005 YA182             | 27 de desembre de 2005 | Socorro              | LINEAR            |
| 314569 | 2005 YH184             | 27 de desembre de 2005 | Kitt Peak            | Spacewatch        |
| 314570 | 2005 YN187             | 28 de desembre de 2005 | Kitt Peak            | Spacewatch        |
| 314571 | 2005 YX190             | 30 de desembre de 2005 | Kitt Peak            | Spacewatch        |
| 314572 | 2005 YV197             | 25 de desembre de 2005 | Kitt Peak            | Spacewatch        |
| 314573 | 2005 YF213             | 29 de desembre de 2005 | Socorro              | LINEAR            |
| 314574 | 2005 YX213             | 29 de desembre de 2005 | Socorro              | LINEAR            |
| 314575 | 2005 YJ214             | 30 de desembre de 2005 | Catalina             | CSS               |
| 314576 | 2005 YR215             | 10 de desembre de 2005 | Kitt Peak            | Spacewatch        |
| 314577 | 2005 YJ216             | 29 de desembre de 2005 | Mount Lemmon         | Mt. Lemmon Survey |
| 314578 | 2005 YZ220             | 23 de desembre de 2005 | Socorro              | LINEAR            |
| 314579 | 2005 YQ235             | 28 de desembre de 2005 | Kitt Peak            | Spacewatch        |
| 314580 | 2005 YG248             | 31 de desembre de 2005 | Kitt Peak            | Spacewatch        |
| 314581 | 2005 YA265             | 25 de desembre de 2005 | Kitt Peak            | Spacewatch        |
| 314582 | 2005 YJ274             | 30 de desembre de 2005 | Mount Lemmon         | Mt. Lemmon Survey |
| 314583 | 2005 YN288             | 29 de desembre de 2005 | Mount Lemmon         | Mt. Lemmon Survey |
| 314584 | 2006 AC8               | 7 de gener de 2006     | Anderson Mesa        | LONEOS            |
| 314585 | 2006 AQ9               | 4 de gener de 2006     | Mount Lemmon         | Mt. Lemmon Survey |
| 314586 | 2006 AN10              | 4 de gener de 2006     | Mount Lemmon         | Mt. Lemmon Survey |
| 314587 | 2006 AJ11              | 4 de gener de 2006     | Kitt Peak            | Spacewatch        |
| 314588 | 2006 AW12              | 5 de gener de 2006     | Catalina             | CSS               |
| 314589 | 2006 AW18              | 5 de gener de 2006     | Catalina             | CSS               |
| 314590 | 2006 AZ18              | 5 de gener de 2006     | Kitt Peak            | Spacewatch        |
| 314591 | 2006 AB26              | 5 de gener de 2006     | Socorro              | LINEAR            |
| 314592 | 2006 AK32              | 13 d'abril de 2001     | Kitt Peak            | Spacewatch        |
| 314593 | 2006 AO45              | 2 de gener de 2006     | Mount Lemmon         | Mt. Lemmon Survey |
| 314594 | 2006 AV47              | 7 de gener de 2006     | Kitt Peak            | Spacewatch        |
| 314595 | 2006 AS61              | 5 de gener de 2006     | Kitt Peak            | Spacewatch        |
| 314596 | 2006 AT71              | 6 de gener de 2006     | Mount Lemmon         | Mt. Lemmon Survey |
| 314597 | 2006 AP74              | 6 de gener de 2006     | Socorro              | LINEAR            |
| 314598 | 2006 AV81              | 5 de gener de 2006     | Socorro              | LINEAR            |
| 314599 | 2006 AX90              | 22 de desembre de 2005 | Kitt Peak            | Spacewatch        |
| 314600 | 2006 AH97              | 5 de gener de 2006     | Catalina             | CSS               |

## 314601-314700
| Nom    | Designació provisional | Data de descobriment   | Lloc de descobriment | Descobridor/s        |
| ------ | ---------------------- | ---------------------- | -------------------- | -------------------- |
| 314601 | 2006 BE1               | 20 de gener de 2006    | Palomar              | NEAT                 |
| 314602 | 2006 BD6               | 20 de gener de 2006    | Catalina             | CSS                  |
| 314603 | 2006 BD28              | 22 de gener de 2006    | Mount Lemmon         | Mt. Lemmon Survey    |
| 314604 | 2006 BN57              | 23 de gener de 2006    | Kitt Peak            | Spacewatch           |
| 314605 | 2006 BK73              | 23 de gener de 2006    | Kitt Peak            | Spacewatch           |
| 314606 | 2006 BL150             | 24 de gener de 2006    | Anderson Mesa        | LONEOS               |
| 314607 | 2006 BJ201             | 31 de gener de 2006    | Mount Lemmon         | Mt. Lemmon Survey    |
| 314608 | 2006 BQ274             | 23 de gener de 2006    | Kitt Peak            | Spacewatch           |
| 314609 | 2006 BM278             | 23 de gener de 2006    | Kitt Peak            | Spacewatch           |
| 314610 | 2006 CL44              | 3 de febrer de 2006    | Kitt Peak            | Spacewatch           |
| 314611 | 2006 DH12              | 20 de febrer de 2006   | Mount Lemmon         | Mt. Lemmon Survey    |
| 314612 | 2006 DZ24              | 20 de febrer de 2006   | Kitt Peak            | Spacewatch           |
| 314613 | 2006 DQ51              | 24 de febrer de 2006   | Kitt Peak            | Spacewatch           |
| 314614 | 2006 DD59              | 24 de febrer de 2006   | Mount Lemmon         | Mt. Lemmon Survey    |
| 314615 | 2006 DY91              | 24 de febrer de 2006   | Mount Lemmon         | Mt. Lemmon Survey    |
| 314616 | 2006 DF104             | 25 de febrer de 2006   | Mount Lemmon         | Mt. Lemmon Survey    |
| 314617 | 2006 DC121             | 22 de febrer de 2006   | Catalina             | CSS                  |
| 314618 | 2006 DU123             | 24 de febrer de 2006   | Mount Lemmon         | Mt. Lemmon Survey    |
| 314619 | 2006 DZ210             | 24 de febrer de 2006   | Palomar              | NEAT                 |
| 314620 | 2006 EG62              | 5 de març de 2006      | Kitt Peak            | Spacewatch           |
| 314621 | 2006 FO7               | 23 de març de 2006     | Kitt Peak            | Spacewatch           |
| 314622 | 2006 FR11              | 23 de març de 2006     | Kitt Peak            | Spacewatch           |
| 314623 | 2006 FD29              | 24 de març de 2006     | Mount Lemmon         | Mt. Lemmon Survey    |
| 314624 | 2006 FO41              | 26 de març de 2006     | Mount Lemmon         | Mt. Lemmon Survey    |
| 314625 | 2006 FB54              | 26 de març de 2006     | Mount Lemmon         | Mt. Lemmon Survey    |
| 314626 | 2006 GC13              | 2 d'abril de 2006      | Kitt Peak            | Spacewatch           |
| 314627 | 2006 GY26              | 2 d'abril de 2006      | Kitt Peak            | Spacewatch           |
| 314628 | 2006 HU2               | 18 d'abril de 2006     | Kitt Peak            | Spacewatch           |
| 314629 | 2006 HB9               | 19 d'abril de 2006     | Kitt Peak            | Spacewatch           |
| 314630 | 2006 HH16              | 20 d'abril de 2006     | Kitt Peak            | Spacewatch           |
| 314631 | 2006 HB17              | 20 d'abril de 2006     | Catalina             | CSS                  |
| 314632 | 2006 HU39              | 21 d'abril de 2006     | Catalina             | CSS                  |
| 314633 | 2006 HT46              | 20 d'abril de 2006     | Kitt Peak            | Spacewatch           |
| 314634 | 2006 HK63              | 24 d'abril de 2006     | Kitt Peak            | Spacewatch           |
| 314635 | 2006 HL101             | 30 d'abril de 2006     | Kitt Peak            | Spacewatch           |
| 314636 | 2006 HE102             | 30 d'abril de 2006     | Kitt Peak            | Spacewatch           |
| 314637 | 2006 JK                | 1 de maig de 2006      | Reedy Creek          | J. Broughton         |
| 314638 | 2006 JQ26              | 5 de maig de 2006      | Reedy Creek          | J. Broughton         |
| 314639 | 2006 JX28              | 3 de maig de 2006      | Kitt Peak            | Spacewatch           |
| 314640 | 2006 JW29              | 3 de maig de 2006      | Kitt Peak            | Spacewatch           |
| 314641 | 2006 JM33              | 4 de maig de 2006      | Kitt Peak            | Spacewatch           |
| 314642 | 2006 JY33              | 4 de maig de 2006      | Kitt Peak            | Spacewatch           |
| 314643 | 2006 JZ44              | 7 de maig de 2006      | Mount Lemmon         | Mt. Lemmon Survey    |
| 314644 | 2006 KE7               | 19 de maig de 2006     | Mount Lemmon         | Mt. Lemmon Survey    |
| 314645 | 2006 KY11              | 20 de maig de 2006     | Kitt Peak            | Spacewatch           |
| 314646 | 2006 KP27              | 20 de maig de 2006     | Kitt Peak            | Spacewatch           |
| 314647 | 2006 KW101             | 27 de maig de 2006     | Kitt Peak            | Spacewatch           |
| 314648 | 2006 KH112             | 31 de maig de 2006     | Mount Lemmon         | Mt. Lemmon Survey    |
| 314649 | 2006 KG144             | 23 de maig de 2006     | Mount Lemmon         | Mt. Lemmon Survey    |
| 314650 | 2006 OC1               | 19 de juliol de 2006   | Roeser               | M. Dawson            |
| 314651 | 2006 OC2               | 18 de juliol de 2006   | Lulin                | LUSS                 |
| 314652 | 2006 OK2               | 18 de juliol de 2006   | Lulin                | LUSS                 |
| 314653 | 2006 OG4               | 21 de juliol de 2006   | Mount Lemmon         | Mt. Lemmon Survey    |
| 314654 | 2006 OJ8               | 20 de juliol de 2006   | Palomar              | NEAT                 |
| 314655 | 2006 OZ12              | 20 de juliol de 2006   | Palomar              | NEAT                 |
| 314656 | 2006 OJ13              | 21 de juliol de 2006   | Catalina             | CSS                  |
| 314657 | 2006 OW20              | 25 de juliol de 2006   | Palomar              | NEAT                 |
| 314658 | 2006 PC3               | 11 de març de 2005     | Mount Lemmon         | Mt. Lemmon Survey    |
| 314659 | 2006 PV9               | 13 d'agost de 2006     | Palomar              | NEAT                 |
| 314660 | 2006 PG23              | 12 d'agost de 2006     | Palomar              | NEAT                 |
| 314661 | 2006 QC12              | 16 d'agost de 2006     | Siding Spring        | Siding Spring Survey |
| 314662 | 2006 QX13              | 17 d'agost de 2006     | Palomar              | NEAT                 |
| 314663 | 2006 QH15              | 17 d'agost de 2006     | Palomar              | NEAT                 |
| 314664 | 2006 QS15              | 17 d'agost de 2006     | Palomar              | NEAT                 |
| 314665 | 2006 QZ24              | 18 d'agost de 2006     | Socorro              | LINEAR               |
| 314666 | 2006 QQ38              | 18 d'agost de 2006     | Anderson Mesa        | LONEOS               |
| 314667 | 2006 QR47              | 20 d'agost de 2006     | Kitt Peak            | Spacewatch           |
| 314668 | 2006 QB56              | 18 d'agost de 2006     | Kitt Peak            | Spacewatch           |
| 314669 | 2006 QW63              | 24 d'agost de 2006     | Palomar              | NEAT                 |
| 314670 | 2006 QX77              | 22 d'agost de 2006     | Palomar              | NEAT                 |
| 314671 | 2006 QN85              | 27 d'agost de 2006     | Kitt Peak            | Spacewatch           |
| 314672 | 2006 QP88              | 27 d'agost de 2006     | Kitt Peak            | Spacewatch           |
| 314673 | 2006 QT93              | 16 d'agost de 2006     | Palomar              | NEAT                 |
| 314674 | 2006 QS99              | 24 d'agost de 2006     | Palomar              | NEAT                 |
| 314675 | 2006 QK106             | 28 d'agost de 2006     | Catalina             | CSS                  |
| 314676 | 2006 QM106             | 28 d'agost de 2006     | Catalina             | CSS                  |
| 314677 | 2006 QU108             | 28 d'agost de 2006     | Catalina             | CSS                  |
| 314678 | 2006 QJ114             | 27 d'agost de 2006     | Anderson Mesa        | LONEOS               |
| 314679 | 2006 QF126             | 16 d'agost de 2006     | Palomar              | NEAT                 |
| 314680 | 2006 QF135             | 27 d'agost de 2006     | Anderson Mesa        | LONEOS               |
| 314681 | 2006 QL136             | 29 d'agost de 2006     | Anderson Mesa        | LONEOS               |
| 314682 | 2006 QQ142             | 29 d'agost de 2006     | Anderson Mesa        | LONEOS               |
| 314683 | 2006 QY145             | 18 d'agost de 2006     | Kitt Peak            | Spacewatch           |
| 314684 | 2006 QC156             | 19 d'agost de 2006     | Kitt Peak            | Spacewatch           |
| 314685 | 2006 QZ182             | 19 d'agost de 2006     | Kitt Peak            | Spacewatch           |
| 314686 | 2006 QS183             | 29 d'agost de 2006     | Anderson Mesa        | LONEOS               |
| 314687 | 2006 RK                | 2 de setembre de 2006  | Costitx              | OAM                  |
| 314688 | 2006 RX                | 1 de setembre de 2006  | Marly                | Observatoire Naef    |
| 314689 | 2006 RT5               | 14 de setembre de 2006 | Kitt Peak            | Spacewatch           |
| 314690 | 2006 RD12              | 13 de setembre de 2006 | Palomar              | NEAT                 |
| 314691 | 2006 RN28              | 15 de setembre de 2006 | Kitt Peak            | Spacewatch           |
| 314692 | 2006 RQ28              | 15 de setembre de 2006 | Kitt Peak            | Spacewatch           |
| 314693 | 2006 RH51              | 14 de setembre de 2006 | Kitt Peak            | Spacewatch           |
| 314694 | 2006 RS51              | 14 de setembre de 2006 | Kitt Peak            | Spacewatch           |
| 314695 | 2006 RF56              | 14 de setembre de 2006 | Kitt Peak            | Spacewatch           |
| 314696 | 2006 RQ66              | 14 de setembre de 2006 | Kitt Peak            | Spacewatch           |
| 314697 | 2006 RQ71              | 15 de setembre de 2006 | Kitt Peak            | Spacewatch           |
| 314698 | 2006 RZ72              | 15 de setembre de 2006 | Kitt Peak            | Spacewatch           |
| 314699 | 2006 RJ86              | 15 de setembre de 2006 | Kitt Peak            | Spacewatch           |
| 314700 | 2006 RB97              | 15 de setembre de 2006 | Kitt Peak            | Spacewatch           |

## 314701-314800
| Nom    | Designació provisional | Data de descobriment   | Lloc de descobriment | Descobridor/s         |
| ------ | ---------------------- | ---------------------- | -------------------- | --------------------- |
| 314701 | 2006 RN100             | 14 de setembre de 2006 | Catalina             | CSS                   |
| 314702 | 2006 RC101             | 14 de setembre de 2006 | Palomar              | NEAT                  |
| 314703 | 2006 RN107             | 14 de setembre de 2006 | Mauna Kea            | J. Masiero            |
| 314704 | 2006 RL121             | 15 de setembre de 2006 | Kitt Peak            | Spacewatch            |
| 314705 | 2006 SR                | 16 de setembre de 2006 | Catalina             | CSS                   |
| 314706 | 2006 SC1               | 16 de setembre de 2006 | Kitt Peak            | Spacewatch            |
| 314707 | 2006 SB2               | 16 de setembre de 2006 | Catalina             | CSS                   |
| 314708 | 2006 SS6               | 17 de setembre de 2006 | Hibiscus             | S. F. Hoenig          |
| 314709 | 2006 SY8               | 17 de setembre de 2006 | Catalina             | CSS                   |
| 314710 | 2006 SH12              | 16 de setembre de 2006 | Anderson Mesa        | LONEOS                |
| 314711 | 2006 SP18              | 17 de setembre de 2006 | Kitt Peak            | Spacewatch            |
| 314712 | 2006 SL23              | 18 de setembre de 2006 | Anderson Mesa        | LONEOS                |
| 314713 | 2006 SL24              | 16 de setembre de 2006 | Catalina             | CSS                   |
| 314714 | 2006 SR27              | 16 de setembre de 2006 | Catalina             | CSS                   |
| 314715 | 2006 SH50              | 16 de setembre de 2006 | Anderson Mesa        | LONEOS                |
| 314716 | 2006 SX52              | 19 de setembre de 2006 | Catalina             | CSS                   |
| 314717 | 2006 SV56              | 20 de setembre de 2006 | Catalina             | CSS                   |
| 314718 | 2006 SB57              | 18 de setembre de 2006 | Calvin-Rehoboth      | Calvin College        |
| 314719 | 2006 SO62              | 18 de setembre de 2006 | Catalina             | CSS                   |
| 314720 | 2006 SQ64              | 22 de setembre de 2006 | San Marcello         | San Marcello          |
| 314721 | 2006 SD71              | 19 de setembre de 2006 | Kitt Peak            | Spacewatch            |
| 314722 | 2006 SD72              | 19 de setembre de 2006 | Kitt Peak            | Spacewatch            |
| 314723 | 2006 SJ75              | 19 de setembre de 2006 | Kitt Peak            | Spacewatch            |
| 314724 | 2006 SY75              | 19 de setembre de 2006 | Kitt Peak            | Spacewatch            |
| 314725 | 2006 SB78              | 23 de setembre de 2006 | Piszkesteto          | K. Sarneczky, Z. Kuli |
| 314726 | 2006 SY78              | 16 de setembre de 2006 | Catalina             | CSS                   |
| 314727 | 2006 SD84              | 18 de setembre de 2006 | Kitt Peak            | Spacewatch            |
| 314728 | 2006 SN84              | 18 de setembre de 2006 | Kitt Peak            | Spacewatch            |
| 314729 | 2006 SG90              | 18 de setembre de 2006 | Kitt Peak            | Spacewatch            |
| 314730 | 2006 SE91              | 18 de setembre de 2006 | Kitt Peak            | Spacewatch            |
| 314731 | 2006 SB92              | 18 de setembre de 2006 | Kitt Peak            | Spacewatch            |
| 314732 | 2006 SU96              | 18 de setembre de 2006 | Kitt Peak            | Spacewatch            |
| 314733 | 2006 SJ98              | 18 de setembre de 2006 | Kitt Peak            | Spacewatch            |
| 314734 | 2006 SY100             | 19 de setembre de 2006 | Kitt Peak            | Spacewatch            |
| 314735 | 2006 SO101             | 19 de setembre de 2006 | Catalina             | CSS                   |
| 314736 | 2006 SB112             | 22 de setembre de 2006 | Catalina             | CSS                   |
| 314737 | 2006 SD115             | 24 de setembre de 2006 | Kitt Peak            | Spacewatch            |
| 314738 | 2006 SV121             | 19 de setembre de 2006 | Catalina             | CSS                   |
| 314739 | 2006 SX122             | 19 de setembre de 2006 | Catalina             | CSS                   |
| 314740 | 2006 SC127             | 24 de setembre de 2006 | Anderson Mesa        | LONEOS                |
| 314741 | 2006 SR127             | 24 de setembre de 2006 | Anderson Mesa        | LONEOS                |
| 314742 | 2006 SX143             | 19 de setembre de 2006 | Kitt Peak            | Spacewatch            |
| 314743 | 2006 SX147             | 19 de setembre de 2006 | Kitt Peak            | Spacewatch            |
| 314744 | 2006 SZ159             | 23 de setembre de 2006 | Kitt Peak            | Spacewatch            |
| 314745 | 2006 SK168             | 25 de setembre de 2006 | Kitt Peak            | Spacewatch            |
| 314746 | 2006 SR184             | 25 de setembre de 2006 | Mount Lemmon         | Mt. Lemmon Survey     |
| 314747 | 2006 SE188             | 26 de setembre de 2006 | Kitt Peak            | Spacewatch            |
| 314748 | 2006 SX197             | 27 de setembre de 2006 | Vail-Jarnac          | Jarnac                |
| 314749 | 2006 SV201             | 24 de setembre de 2006 | Kitt Peak            | Spacewatch            |
| 314750 | 2006 SE209             | 26 de setembre de 2006 | Kitt Peak            | Spacewatch            |
| 314751 | 2006 SF217             | 28 de setembre de 2006 | Kitt Peak            | Spacewatch            |
| 314752 | 2006 SA239             | 26 de setembre de 2006 | Mount Lemmon         | Mt. Lemmon Survey     |
| 314753 | 2006 SD259             | 26 de setembre de 2006 | Kitt Peak            | Spacewatch            |
| 314754 | 2006 SA298             | 13 d'octubre de 1998   | Kitt Peak            | Spacewatch            |
| 314755 | 2006 SS310             | 27 de setembre de 2006 | Kitt Peak            | Spacewatch            |
| 314756 | 2006 SH319             | 27 de setembre de 2006 | Kitt Peak            | Spacewatch            |
| 314757 | 2006 SD324             | 27 de setembre de 2006 | Kitt Peak            | Spacewatch            |
| 314758 | 2006 SD326             | 27 de setembre de 2006 | Kitt Peak            | Spacewatch            |
| 314759 | 2006 ST328             | 27 de setembre de 2006 | Kitt Peak            | Spacewatch            |
| 314760 | 2006 SG329             | 27 de setembre de 2006 | Kitt Peak            | Spacewatch            |
| 314761 | 2006 SO333             | 28 de setembre de 2006 | Kitt Peak            | Spacewatch            |
| 314762 | 2006 SP337             | 28 de setembre de 2006 | Kitt Peak            | Spacewatch            |
| 314763 | 2006 SE340             | 28 de setembre de 2006 | Kitt Peak            | Spacewatch            |
| 314764 | 2006 SF340             | 28 de setembre de 2006 | Kitt Peak            | Spacewatch            |
| 314765 | 2006 SP349             | 29 de setembre de 2006 | Anderson Mesa        | LONEOS                |
| 314766 | 2006 SH354             | 30 de setembre de 2006 | Catalina             | CSS                   |
| 314767 | 2006 SY357             | 30 de setembre de 2006 | Mount Lemmon         | Mt. Lemmon Survey     |
| 314768 | 2006 SN360             | 30 de setembre de 2006 | Mount Lemmon         | Mt. Lemmon Survey     |
| 314769 | 2006 SQ362             | 30 de setembre de 2006 | Mount Lemmon         | Mt. Lemmon Survey     |
| 314770 | 2006 SW362             | 30 de setembre de 2006 | Mount Lemmon         | Mt. Lemmon Survey     |
| 314771 | 2006 SD367             | 25 de setembre de 2006 | Catalina             | CSS                   |
| 314772 | 2006 SB372             | 27 de setembre de 2006 | Mount Lemmon         | Mt. Lemmon Survey     |
| 314773 | 2006 SC379             | 18 de setembre de 2006 | Apache Point         | A. C. Becker          |
| 314774 | 2006 SE390             | 30 de setembre de 2006 | Apache Point         | A. C. Becker          |
| 314775 | 2006 SO390             | 30 de setembre de 2006 | Apache Point         | A. C. Becker          |
| 314776 | 2006 SR390             | 16 de setembre de 2006 | Kitt Peak            | Spacewatch            |
| 314777 | 2006 SM391             | 18 de setembre de 2006 | Kitt Peak            | Spacewatch            |
| 314778 | 2006 SF397             | 19 de setembre de 2006 | Kitt Peak            | Spacewatch            |
| 314779 | 2006 SA398             | 27 de setembre de 2006 | Mount Lemmon         | Mt. Lemmon Survey     |
| 314780 | 2006 SZ401             | 27 de setembre de 2006 | Kitt Peak            | Spacewatch            |
| 314781 | 2006 SJ402             | 25 de setembre de 2006 | Mount Lemmon         | Mt. Lemmon Survey     |
| 314782 | 2006 SH413             | 22 de setembre de 2006 | Catalina             | CSS                   |
| 314783 | 2006 TM14              | 10 d'octubre de 2006   | Palomar              | NEAT                  |
| 314784 | 2006 TC17              | 11 d'octubre de 2006   | Kitt Peak            | Spacewatch            |
| 314785 | 2006 TM17              | 11 d'octubre de 2006   | Kitt Peak            | Spacewatch            |
| 314786 | 2006 TU17              | 11 d'octubre de 2006   | Kitt Peak            | Spacewatch            |
| 314787 | 2006 TF18              | 11 d'octubre de 2006   | Kitt Peak            | Spacewatch            |
| 314788 | 2006 TO18              | 11 d'octubre de 2006   | Kitt Peak            | Spacewatch            |
| 314789 | 2006 TH19              | 28 de setembre de 2006 | Mount Lemmon         | Mt. Lemmon Survey     |
| 314790 | 2006 TT20              | 11 d'octubre de 2006   | Kitt Peak            | Spacewatch            |
| 314791 | 2006 TJ35              | 12 d'octubre de 2006   | Kitt Peak            | Spacewatch            |
| 314792 | 2006 TD36              | 12 d'octubre de 2006   | Kitt Peak            | Spacewatch            |
| 314793 | 2006 TW37              | 12 d'octubre de 2006   | Kitt Peak            | Spacewatch            |
| 314794 | 2006 TP38              | 12 d'octubre de 2006   | Kitt Peak            | Spacewatch            |
| 314795 | 2006 TN42              | 12 d'octubre de 2006   | Kitt Peak            | Spacewatch            |
| 314796 | 2006 TZ45              | 12 d'octubre de 2006   | Kitt Peak            | Spacewatch            |
| 314797 | 2006 TX46              | 12 d'octubre de 2006   | Kitt Peak            | Spacewatch            |
| 314798 | 2006 TC50              | 12 d'octubre de 2006   | Palomar              | NEAT                  |
| 314799 | 2006 TT52              | 12 d'octubre de 2006   | Kitt Peak            | Spacewatch            |
| 314800 | 2006 TF62              | 9 d'octubre de 2006    | Palomar              | NEAT                  |

## 314801-314900
| Nom    | Designació provisional | Data de descobriment   | Lloc de descobriment | Descobridor/s                        |
| ------ | ---------------------- | ---------------------- | -------------------- | ------------------------------------ |
| 314801 | 2006 TC72              | 11 d'octubre de 2006   | Palomar              | NEAT                                 |
| 314802 | 2006 TQ76              | 11 d'octubre de 2006   | Palomar              | NEAT                                 |
| 314803 | 2006 TE82              | 13 d'octubre de 2006   | Kitt Peak            | Spacewatch                           |
| 314804 | 2006 TS93              | 15 d'octubre de 2006   | Kitt Peak            | Spacewatch                           |
| 314805 | 2006 TP94              | 15 d'octubre de 2006   | Lulin                | C.-S. Lin, Q.-z. Ye                  |
| 314806 | 2006 TJ95              | 2 d'octubre de 2006    | Siding Spring        | Siding Spring Survey                 |
| 314807 | 2006 TL100             | 15 d'octubre de 2006   | Kitt Peak            | Spacewatch                           |
| 314808 | 2006 TQ105             | 15 d'octubre de 2006   | San Marcello         | San Marcello                         |
| 314809 | 2006 UL2               | 16 d'octubre de 2006   | Kitt Peak            | Spacewatch                           |
| 314810 | 2006 UK6               | 16 d'octubre de 2006   | Catalina             | CSS                                  |
| 314811 | 2006 UD13              | 17 d'octubre de 2006   | Mount Lemmon         | Mt. Lemmon Survey                    |
| 314812 | 2006 UW13              | 17 d'octubre de 2006   | Mount Lemmon         | Mt. Lemmon Survey                    |
| 314813 | 2006 UY26              | 16 d'octubre de 2006   | Kitt Peak            | Spacewatch                           |
| 314814 | 2006 US32              | 16 d'octubre de 2006   | Kitt Peak            | Spacewatch                           |
| 314815 | 2006 UM42              | 16 d'octubre de 2006   | Kitt Peak            | Spacewatch                           |
| 314816 | 2006 UF43              | 16 d'octubre de 2006   | Kitt Peak            | Spacewatch                           |
| 314817 | 2006 UL45              | 16 d'octubre de 2006   | Kitt Peak            | Spacewatch                           |
| 314818 | 2006 UR45              | 16 d'octubre de 2006   | Kitt Peak            | Spacewatch                           |
| 314819 | 2006 UN46              | 16 d'octubre de 2006   | Kitt Peak            | Spacewatch                           |
| 314820 | 2006 UK47              | 16 d'octubre de 2006   | Bergisch Gladbac     | W. Bickel                            |
| 314821 | 2006 UT50              | 17 d'octubre de 2006   | Kitt Peak            | Spacewatch                           |
| 314822 | 2006 UE69              | 16 d'octubre de 2006   | Catalina             | CSS                                  |
| 314823 | 2006 UG69              | 16 d'octubre de 2006   | Catalina             | CSS                                  |
| 314824 | 2006 UW70              | 16 d'octubre de 2006   | Catalina             | CSS                                  |
| 314825 | 2006 UJ77              | 17 d'octubre de 2006   | Kitt Peak            | Spacewatch                           |
| 314826 | 2006 UZ78              | 17 d'octubre de 2006   | Kitt Peak            | Spacewatch                           |
| 314827 | 2006 UN84              | 17 d'octubre de 2006   | Mount Lemmon         | Mt. Lemmon Survey                    |
| 314828 | 2006 UT101             | 18 d'octubre de 2006   | Kitt Peak            | Spacewatch                           |
| 314829 | 2006 UY101             | 18 d'octubre de 2006   | Kitt Peak            | Spacewatch                           |
| 314830 | 2006 US103             | 18 d'octubre de 2006   | Kitt Peak            | Spacewatch                           |
| 314831 | 2006 UR104             | 18 d'octubre de 2006   | Kitt Peak            | Spacewatch                           |
| 314832 | 2006 UH106             | 18 d'octubre de 2006   | Kitt Peak            | Spacewatch                           |
| 314833 | 2006 UK107             | 18 d'octubre de 2006   | Kitt Peak            | Spacewatch                           |
| 314834 | 2006 UQ107             | 18 d'octubre de 2006   | Kitt Peak            | Spacewatch                           |
| 314835 | 2006 UQ129             | 19 d'octubre de 2006   | Kitt Peak            | Spacewatch                           |
| 314836 | 2006 UK131             | 19 d'octubre de 2006   | Kitt Peak            | Spacewatch                           |
| 314837 | 2006 UQ136             | 19 d'octubre de 2006   | Mount Lemmon         | Mt. Lemmon Survey                    |
| 314838 | 2006 UZ165             | 21 d'octubre de 2006   | Mount Lemmon         | Mt. Lemmon Survey                    |
| 314839 | 2006 UE167             | 21 d'octubre de 2006   | Mount Lemmon         | Mt. Lemmon Survey                    |
| 314840 | 2006 UL168             | 21 d'octubre de 2006   | Mount Lemmon         | Mt. Lemmon Survey                    |
| 314841 | 2006 UG178             | 16 d'octubre de 2006   | Catalina             | CSS                                  |
| 314842 | 2006 UT178             | 30 de setembre de 2006 | Catalina             | CSS                                  |
| 314843 | 2006 UT181             | 10 de gener de 1999    | Xinglong             | Beijing Schmidt CCD Asteroid Program |
| 314844 | 2006 UT183             | 17 d'octubre de 2006   | Catalina             | CSS                                  |
| 314845 | 2006 UP184             | 20 d'octubre de 2006   | Catalina             | CSS                                  |
| 314846 | 2006 UE187             | 19 d'octubre de 2006   | Catalina             | CSS                                  |
| 314847 | 2006 UP187             | 19 d'octubre de 2006   | Catalina             | CSS                                  |
| 314848 | 2006 UQ192             | 19 d'octubre de 2006   | Catalina             | CSS                                  |
| 314849 | 2006 UC193             | 19 d'octubre de 2006   | Palomar              | NEAT                                 |
| 314850 | 2006 UL197             | 20 d'octubre de 2006   | Kitt Peak            | Spacewatch                           |
| 314851 | 2006 UZ199             | 21 d'octubre de 2006   | Catalina             | CSS                                  |
| 314852 | 2006 UT200             | 21 d'octubre de 2006   | Kitt Peak            | Spacewatch                           |
| 314853 | 2006 UH216             | 29 d'octubre de 2006   | Kitami               | K. Endate                            |
| 314854 | 2006 UE229             | 20 d'octubre de 2006   | Palomar              | NEAT                                 |
| 314855 | 2006 UM231             | 21 d'octubre de 2006   | Palomar              | NEAT                                 |
| 314856 | 2006 UG232             | 21 d'octubre de 2006   | Palomar              | NEAT                                 |
| 314857 | 2006 UK233             | 21 d'octubre de 2006   | Palomar              | NEAT                                 |
| 314858 | 2006 UG237             | 23 d'octubre de 2006   | Kitt Peak            | Spacewatch                           |
| 314859 | 2006 US239             | 23 d'octubre de 2006   | Kitt Peak            | Spacewatch                           |
| 314860 | 2006 UH244             | 27 d'octubre de 2006   | Mount Lemmon         | Mt. Lemmon Survey                    |
| 314861 | 2006 UJ248             | 27 d'octubre de 2006   | Mount Lemmon         | Mt. Lemmon Survey                    |
| 314862 | 2006 UV252             | 27 d'octubre de 2006   | Mount Lemmon         | Mt. Lemmon Survey                    |
| 314863 | 2006 UX252             | 27 d'octubre de 2006   | Mount Lemmon         | Mt. Lemmon Survey                    |
| 314864 | 2006 UV253             | 27 d'octubre de 2006   | Catalina             | CSS                                  |
| 314865 | 2006 UQ259             | 28 d'octubre de 2006   | Mount Lemmon         | Mt. Lemmon Survey                    |
| 314866 | 2006 UD265             | 27 d'octubre de 2006   | Catalina             | CSS                                  |
| 314867 | 2006 UF270             | 27 d'octubre de 2006   | Mount Lemmon         | Mt. Lemmon Survey                    |
| 314868 | 2006 UC274             | 27 d'octubre de 2006   | Kitt Peak            | Spacewatch                           |
| 314869 | 2006 UM278             | 28 d'octubre de 2006   | Kitt Peak            | Spacewatch                           |
| 314870 | 2006 UD280             | 28 d'octubre de 2006   | Mount Lemmon         | Mt. Lemmon Survey                    |
| 314871 | 2006 UH288             | 29 d'octubre de 2006   | Catalina             | CSS                                  |
| 314872 | 2006 UH328             | 17 d'octubre de 2006   | Catalina             | CSS                                  |
| 314873 | 2006 UX334             | 21 d'octubre de 2006   | Kitt Peak            | Spacewatch                           |
| 314874 | 2006 VE4               | 9 de novembre de 2006  | Kitt Peak            | Spacewatch                           |
| 314875 | 2006 VA8               | 10 de novembre de 2006 | Kitt Peak            | Spacewatch                           |
| 314876 | 2006 VB15              | 9 de novembre de 2006  | Kitt Peak            | Spacewatch                           |
| 314877 | 2006 VC20              | 9 de novembre de 2006  | Kitt Peak            | Spacewatch                           |
| 314878 | 2006 VL22              | 10 de novembre de 2006 | Kitt Peak            | Spacewatch                           |
| 314879 | 2006 VC23              | 10 de novembre de 2006 | Kitt Peak            | Spacewatch                           |
| 314880 | 2006 VA29              | 10 de novembre de 2006 | Kitt Peak            | Spacewatch                           |
| 314881 | 2006 VE33              | 11 de novembre de 2006 | Catalina             | CSS                                  |
| 314882 | 2006 VV37              | 11 de novembre de 2006 | Palomar              | NEAT                                 |
| 314883 | 2006 VZ38              | 12 de novembre de 2006 | Mount Lemmon         | Mt. Lemmon Survey                    |
| 314884 | 2006 VU46              | 9 de novembre de 2006  | Kitt Peak            | Spacewatch                           |
| 314885 | 2006 VJ47              | 9 de novembre de 2006  | Kitt Peak            | Spacewatch                           |
| 314886 | 2006 VL47              | 9 de novembre de 2006  | Kitt Peak            | Spacewatch                           |
| 314887 | 2006 VX47              | 10 de novembre de 2006 | Kitt Peak            | Spacewatch                           |
| 314888 | 2006 VR51              | 10 de novembre de 2006 | Kitt Peak            | Spacewatch                           |
| 314889 | 2006 VQ53              | 11 de novembre de 2006 | Kitt Peak            | Spacewatch                           |
| 314890 | 2006 VP59              | 11 de novembre de 2006 | Kitt Peak            | Spacewatch                           |
| 314891 | 2006 VE60              | 11 de novembre de 2006 | Kitt Peak            | Spacewatch                           |
| 314892 | 2006 VU65              | 11 de novembre de 2006 | Kitt Peak            | Spacewatch                           |
| 314893 | 2006 VK69              | 11 de novembre de 2006 | Kitt Peak            | Spacewatch                           |
| 314894 | 2006 VL70              | 11 de novembre de 2006 | Kitt Peak            | Spacewatch                           |
| 314895 | 2006 VN71              | 11 de novembre de 2006 | Mount Lemmon         | Mt. Lemmon Survey                    |
| 314896 | 2006 VE77              | 12 de novembre de 2006 | Mount Lemmon         | Mt. Lemmon Survey                    |
| 314897 | 2006 VB79              | 12 de novembre de 2006 | Mount Lemmon         | Mt. Lemmon Survey                    |
| 314898 | 2006 VJ83              | 13 de novembre de 2006 | Kitt Peak            | Spacewatch                           |
| 314899 | 2006 VZ83              | 13 de novembre de 2006 | Mount Lemmon         | Mt. Lemmon Survey                    |
| 314900 | 2006 VB89              | 14 de novembre de 2006 | Socorro              | LINEAR                               |

## 314901-315000
| Nom             | Designació provisional | Data de descobriment   | Lloc de descobriment | Descobridor/s            |
| --------------- | ---------------------- | ---------------------- | -------------------- | ------------------------ |
| 314901          | 2006 VT93              | 15 de novembre de 2006 | Mount Lemmon         | Mt. Lemmon Survey        |
| 314902          | 2006 VA95              | 15 de novembre de 2006 | Wildberg             | R. Apitzsch              |
| 314903          | 2006 VP102             | 12 de novembre de 2006 | Mount Lemmon         | Mt. Lemmon Survey        |
| 314904          | 2006 VV102             | 12 de novembre de 2006 | Mount Lemmon         | Mt. Lemmon Survey        |
| 314905          | 2006 VN106             | 17 d'octubre de 2006   | Catalina             | CSS                      |
| 314906          | 2006 VY116             | 14 de novembre de 2006 | Kitt Peak            | Spacewatch               |
| 314907          | 2006 VB117             | 14 de novembre de 2006 | Kitt Peak            | Spacewatch               |
| 314908          | 2006 VQ119             | 14 de novembre de 2006 | Kitt Peak            | Spacewatch               |
| 314909          | 2006 VR119             | 14 de novembre de 2006 | Kitt Peak            | Spacewatch               |
| 314910          | 2006 VX139             | 15 de novembre de 2006 | Kitt Peak            | Spacewatch               |
| 314911          | 2006 VZ144             | 15 de novembre de 2006 | Catalina             | CSS                      |
| 314912          | 2006 VQ145             | 15 de novembre de 2006 | Catalina             | CSS                      |
| 314913          | 2006 VB152             | 9 de novembre de 2006  | Palomar              | NEAT                     |
| 314914          | 2006 VT154             | 8 de novembre de 2006  | Palomar              | NEAT                     |
| 314915          | 2006 VS170             | 1 de novembre de 2006  | Kitt Peak            | Spacewatch               |
| 314916          | 2006 WC9               | 16 de novembre de 2006 | Kitt Peak            | Spacewatch               |
| 314917          | 2006 WR12              | 16 de novembre de 2006 | Mount Lemmon         | Mt. Lemmon Survey        |
| 314918          | 2006 WB16              | 17 de novembre de 2006 | Kitt Peak            | Spacewatch               |
| 314919          | 2006 WP19              | 17 de novembre de 2006 | Mount Lemmon         | Mt. Lemmon Survey        |
| 314920          | 2006 WR24              | 17 de novembre de 2006 | Mount Lemmon         | Mt. Lemmon Survey        |
| 314921          | 2006 WN25              | 17 de novembre de 2006 | Mount Lemmon         | Mt. Lemmon Survey        |
| 314922          | 2006 WE29              | 21 de novembre de 2006 | Great Shefford       | P. Birtwhistle           |
| 314923          | 2006 WX31              | 16 de novembre de 2006 | Catalina             | CSS                      |
| 314924          | 2006 WM33              | 16 de novembre de 2006 | Kitt Peak            | Spacewatch               |
| 314925          | 2006 WW38              | 16 de novembre de 2006 | Kitt Peak            | Spacewatch               |
| 314926          | 2006 WJ41              | 16 de novembre de 2006 | Kitt Peak            | Spacewatch               |
| 314927          | 2006 WT48              | 25 d'octubre de 2001   | Apache Point         | Sloan Digital Sky Survey |
| 314928          | 2006 WX49              | 10 de maig de 2004     | Kitt Peak            | Spacewatch               |
| 314929          | 2006 WC53              | 16 de novembre de 2006 | Catalina             | CSS                      |
| 314930          | 2006 WN53              | 16 de novembre de 2006 | Catalina             | CSS                      |
| 314931          | 2006 WZ53              | 16 de novembre de 2006 | Kitt Peak            | Spacewatch               |
| 314932          | 2006 WL54              | 16 de novembre de 2006 | Kitt Peak            | Spacewatch               |
| 314933          | 2006 WY65              | 17 de novembre de 2006 | Kitt Peak            | Spacewatch               |
| 314934          | 2006 WX66              | 17 de novembre de 2006 | Mount Lemmon         | Mt. Lemmon Survey        |
| 314935          | 2006 WP68              | 17 de novembre de 2006 | Mount Lemmon         | Mt. Lemmon Survey        |
| 314936          | 2006 WD83              | 18 de novembre de 2006 | Kitt Peak            | Spacewatch               |
| 314937          | 2006 WL93              | 19 de novembre de 2006 | Kitt Peak            | Spacewatch               |
| 314938          | 2006 WY97              | 19 de novembre de 2006 | Kitt Peak            | Spacewatch               |
| 314939          | 2006 WG98              | 19 de novembre de 2006 | Kitt Peak            | Spacewatch               |
| 314940          | 2006 WY99              | 19 de novembre de 2006 | Catalina             | CSS                      |
| 314941          | 2006 WM100             | 19 de novembre de 2006 | Catalina             | CSS                      |
| 314942          | 2006 WQ101             | 19 de novembre de 2006 | Catalina             | CSS                      |
| 314943          | 2006 WC102             | 19 de novembre de 2006 | Catalina             | CSS                      |
| 314944          | 2006 WA103             | 19 de novembre de 2006 | Kitt Peak            | Spacewatch               |
| 314945          | 2006 WO108             | 19 de novembre de 2006 | Kitt Peak            | Spacewatch               |
| 314946          | 2006 WQ109             | 19 de novembre de 2006 | Kitt Peak            | Spacewatch               |
| 314947          | 2006 WV111             | 19 de novembre de 2006 | Catalina             | CSS                      |
| 314948          | 2006 WJ113             | 19 de novembre de 2006 | Kitt Peak            | Spacewatch               |
| 314949          | 2006 WA114             | 20 de novembre de 2006 | Kitt Peak            | Spacewatch               |
| 314950          | 2006 WD116             | 20 de novembre de 2006 | Socorro              | LINEAR                   |
| 314951          | 2006 WK122             | 21 de novembre de 2006 | Mount Lemmon         | Mt. Lemmon Survey        |
| 314952          | 2006 WF132             | 18 de novembre de 2006 | Kitt Peak            | Spacewatch               |
| 314953          | 2006 WS133             | 18 de novembre de 2006 | Mount Lemmon         | Mt. Lemmon Survey        |
| 314954          | 2006 WJ134             | 18 de novembre de 2006 | Mount Lemmon         | Mt. Lemmon Survey        |
| 314955          | 2006 WP143             | 20 de novembre de 2006 | Kitt Peak            | Spacewatch               |
| 314956          | 2006 WG148             | 20 de novembre de 2006 | Socorro              | LINEAR                   |
| 314957          | 2006 WN162             | 23 de novembre de 2006 | Kitt Peak            | Spacewatch               |
| 314958          | 2006 WW165             | 23 de novembre de 2006 | Kitt Peak            | Spacewatch               |
| 314959          | 2006 WV170             | 20 de març de 1999     | Socorro              | LINEAR                   |
| 314960          | 2006 WG174             | 23 de novembre de 2006 | Kitt Peak            | Spacewatch               |
| 314961          | 2006 WB189             | 24 de novembre de 2006 | Mount Lemmon         | Mt. Lemmon Survey        |
| 314962          | 2006 WC190             | 25 de novembre de 2006 | Catalina             | CSS                      |
| 314963          | 2006 WP191             | 27 de novembre de 2006 | Kitt Peak            | Spacewatch               |
| 314964          | 2006 WF192             | 27 de novembre de 2006 | Kitt Peak            | Spacewatch               |
| 314965          | 2006 WO192             | 27 de novembre de 2006 | Kitt Peak            | Spacewatch               |
| 314966          | 2006 WC198             | 21 de novembre de 2006 | Mount Lemmon         | Mt. Lemmon Survey        |
| 314967          | 2006 WV202             | 27 de novembre de 2006 | Mount Lemmon         | Mt. Lemmon Survey        |
| 314968          | 2006 XE                | 9 de desembre de 2006  | 7300                 | W. K. Y. Yeung           |
| 314969          | 2006 XZ1               | 11 de desembre de 2006 | Socorro              | LINEAR                   |
| 314970          | 2006 XR8               | 9 de desembre de 2006  | Palomar              | NEAT                     |
| 314971          | 2006 XG10              | 9 de desembre de 2006  | Kitt Peak            | Spacewatch               |
| 314972          | 2006 XB11              | 14 de novembre de 2006 | Mount Lemmon         | Mt. Lemmon Survey        |
| 314973          | 2006 XW12              | 10 de desembre de 2006 | Kitt Peak            | Spacewatch               |
| 314974          | 2006 XL13              | 10 de desembre de 2006 | Kitt Peak            | Spacewatch               |
| 314975          | 2006 XL15              | 10 de desembre de 2006 | Kitt Peak            | Spacewatch               |
| 314976          | 2006 XL17              | 10 de desembre de 2006 | Kitt Peak            | Spacewatch               |
| 314977          | 2006 XT19              | 29 de juliol de 2005   | Palomar              | NEAT                     |
| 314978          | 2006 XO21              | 12 de desembre de 2006 | Kitt Peak            | Spacewatch               |
| 314979          | 2006 XU30              | 13 de desembre de 2006 | Kitt Peak            | Spacewatch               |
| 314980          | 2006 XV35              | 11 de desembre de 2006 | Kitt Peak            | Spacewatch               |
| 314981          | 2006 XX39              | 12 de desembre de 2006 | Palomar              | NEAT                     |
| 314982          | 2006 XS41              | 12 de desembre de 2006 | Mount Lemmon         | Mt. Lemmon Survey        |
| 314983          | 2006 XL42              | 12 de desembre de 2006 | Catalina             | CSS                      |
| 314984          | 2006 XD43              | 12 de desembre de 2006 | Mount Lemmon         | Mt. Lemmon Survey        |
| 314985          | 2006 XE46              | 13 de desembre de 2006 | Mount Lemmon         | Mt. Lemmon Survey        |
| 314986          | 2006 XX46              | 13 de desembre de 2006 | Catalina             | CSS                      |
| 314987          | 2006 XR62              | 15 de desembre de 2006 | Kitt Peak            | Spacewatch               |
| 314988 Sireland | 2006 XO67              | 13 de desembre de 2006 | Mauna Kea            | D. D. Balam              |
| 314989          | 2006 XR70              | 12 de desembre de 2006 | Kitt Peak            | Spacewatch               |
| 314990          | 2006 YW4               | 17 de desembre de 2006 | Mount Lemmon         | Mt. Lemmon Survey        |
| 314991          | 2006 YE8               | 20 de desembre de 2006 | Mount Lemmon         | Mt. Lemmon Survey        |
| 314992          | 2006 YX11              | 20 de desembre de 2006 | Farra d'Isonzo       | Farra d'Isonzo           |
| 314993          | 2006 YW15              | 20 de desembre de 2006 | Catalina             | CSS                      |
| 314994          | 2006 YD23              | 21 de desembre de 2006 | Kitt Peak            | Spacewatch               |
| 314995          | 2006 YW41              | 22 de desembre de 2006 | Kitt Peak            | Spacewatch               |
| 314996          | 2006 YG53              | 21 de desembre de 2006 | Mount Lemmon         | Mt. Lemmon Survey        |
| 314997          | 2007 AB3               | 8 de gener de 2007     | Kitt Peak            | Spacewatch               |
| 314998          | 2007 AP6               | 8 de gener de 2007     | Kitt Peak            | Spacewatch               |
| 314999          | 2007 AO7               | 13 de desembre de 2006 | Mount Lemmon         | Mt. Lemmon Survey        |
| 315000          | 2007 AY19              | 10 de gener de 2007    | Mount Lemmon         | Mt. Lemmon Survey        |